# Русские в Эстонии

Доля русских в общей численности населения в странах Балтии по данным переписи 2021 года

Русские Эстонии (эст. Eesti venelased) — крупнейшее национальное меньшинство Эстонии. По данным переписи населения Эстонии 2021 года, оно составляло 315 252 человека или 23,67 % от общей численности населения страны. По оценкам 2023 года, число русских в Эстонии составляет 306 801 человек или 22,46 % от общей численности населения. Несмотря на социальные, экономические и политические изменения со времён СССР, по состоянию на 2023 год в Эстонии русское меньшинство, после соседней Латвии, составляет самую большую долю населения среди всех стран мира. Русские проживают почти во всех регионах Эстонии, однако наиболее высока их концентрация на северо-востоке страны (уезд Ида-Вирумаа) и в районе Ласнамяэ города Таллин. Исследование, проведённое в 2008—2011 годах, показало, что бытовые отношения между русской и эстонской общинами носят весьма сегрегированный характер.
Определённая часть известных общественных и государственных лиц Эстонии, которых принято считать эстонцами, имеет частичное русское происхождение: из бывших президентов страны Константин Пятс был наполовину русским, а Тоомас Ильвес — на четверть русским. Русским по матери был уроженец Эстонии, народный артист СССР Юри Ярвет.
Русских Эстонии не следует путать с русскоязычными, поскольку русский язык считают родным многие проживающие в Эстонии украинцы, белорусы, немцы, евреи, армяне и др. В качестве второго языка его также использует значительное число эстонцев.

## История

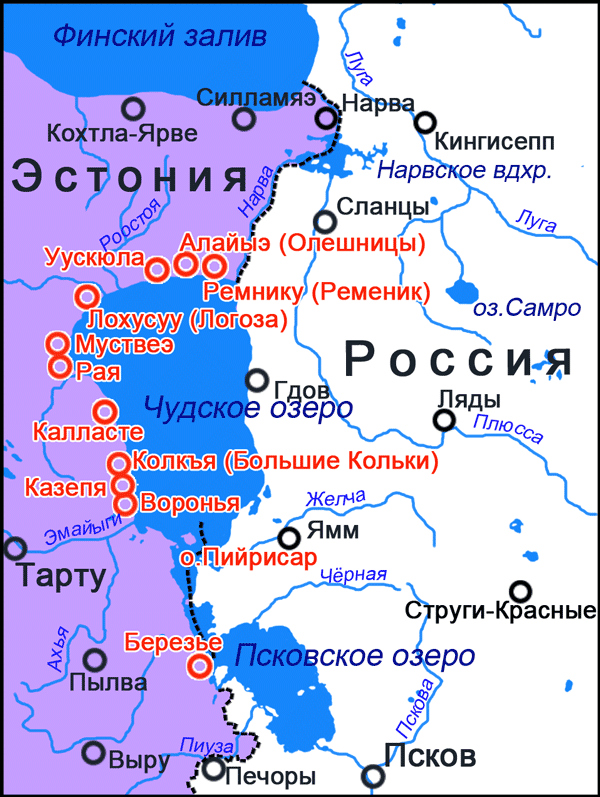
Русские старообрядцы Эстонии
на основе данных
Красным цветом обозначены населённые пункты русских старообрядцев в Эстонии.

Эстонское название русских (venelased) буквально означает венеды, указывая на давность взаимодействия культур эстов и восточных славян. Под сильным древнерусским влиянием на юго-востоке Эстонии оформились субэтносы сету и выру.
Следы русского влияния прослеживаются в городе Юрьеве (ныне Тарту), основанном Ярославом Мудрым в 1030 году. В 1224 году немцы захватили Юрьев и переименовали его в Дерпт. Старейшим из ныне существующих русских поселений восточной Эстонии является Сыренец, основанный ещё в 1416 году.
Русские старообрядцы, переселившиеся на территорию современной Эстонии в XVII−XIX веках, ныне проживают в Причудском регионе (города Калласте и Муствеэ, волость Пейпсияэре).
Мнение от том, что все русские Эстонии являются потомками переселенцев второй половины XX века, ошибочно. В 1881 году доля русских среди населения Эстонии уже составляла 3,3 %, в 1897 году достигла 4,0 %.
После революции 1917 года произошёл приток русского населения, связанный с белой эмиграцией. К 1922 году доля русских в населении Эстонии поднялась до 8,2 % (по данным переписи 1922 года, численность русских в Эстонии составляла 91 109 человек из 1 107 059 общего населения страны).
Присоединение в 1920 году преимущественно русского (на 65,1 %) Печорского уезда к Эстонии по Тартускому мирному договору с РСФСР привело к тому, что 40 % русского населения межвоенной Эстонии оказались жителями уезда Петсеримаа, а также к тому, что русские окончательно стали крупнейшим этноязыковым меньшинством Эстонии, значительно опередив по численности немцев, массово покидавших Эстонию в ходе предвоенной репатриации 1939—1941 годов.

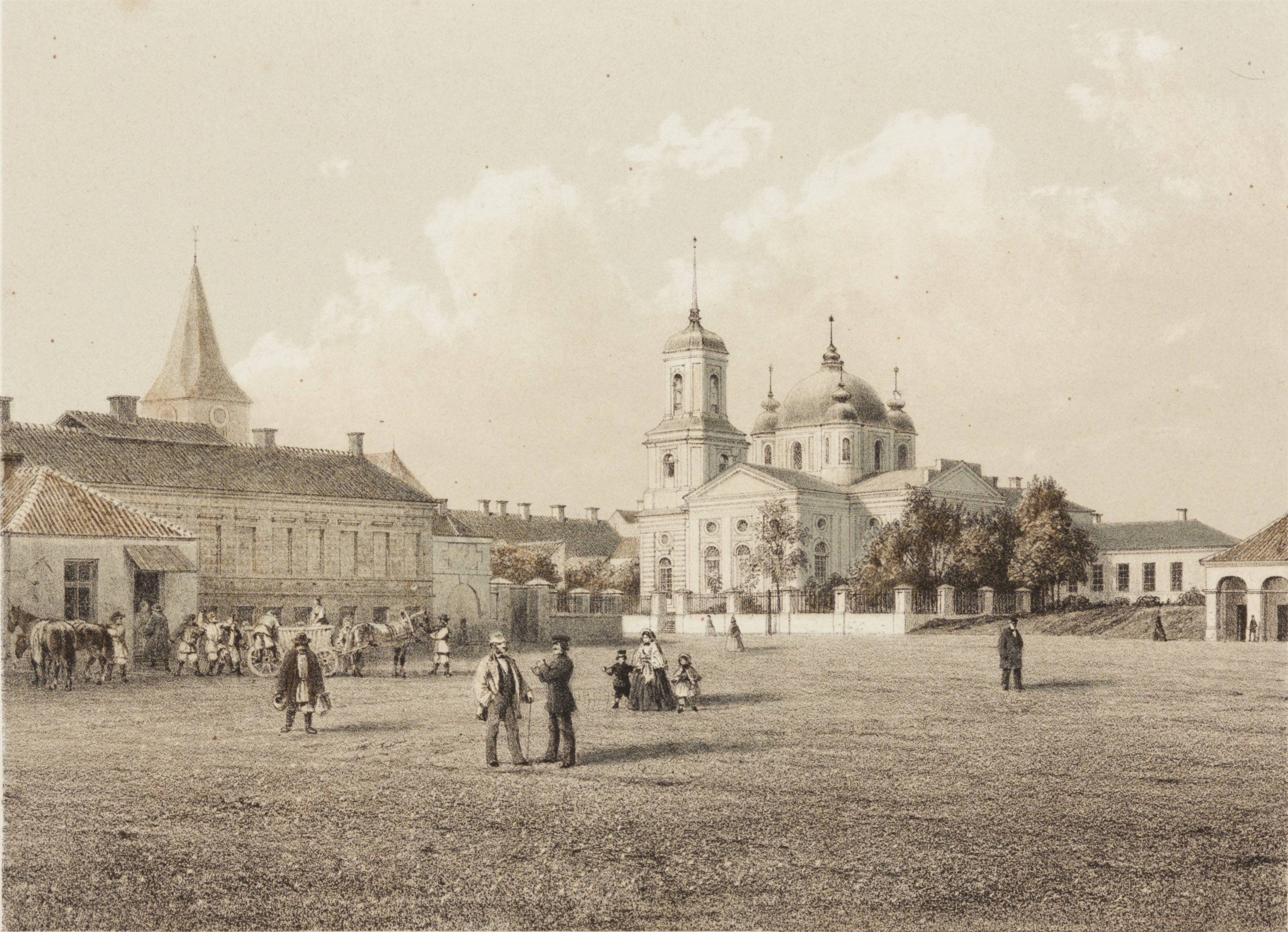
Русская церковь в Дерпте, литография, 1860 год, автор Louis Höflinger
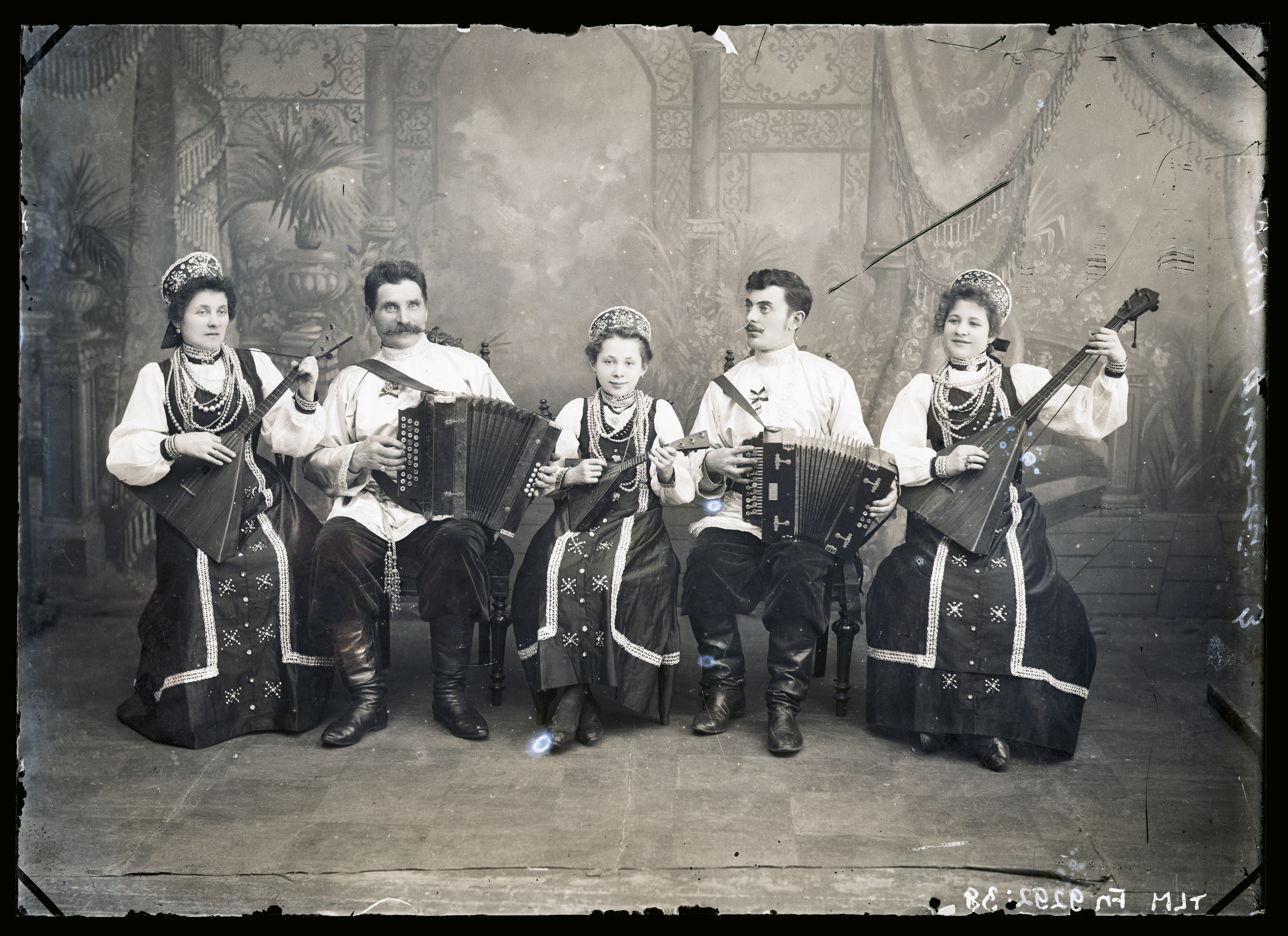
Русский песенно-музыкальный ансамбль, 1890-е годы
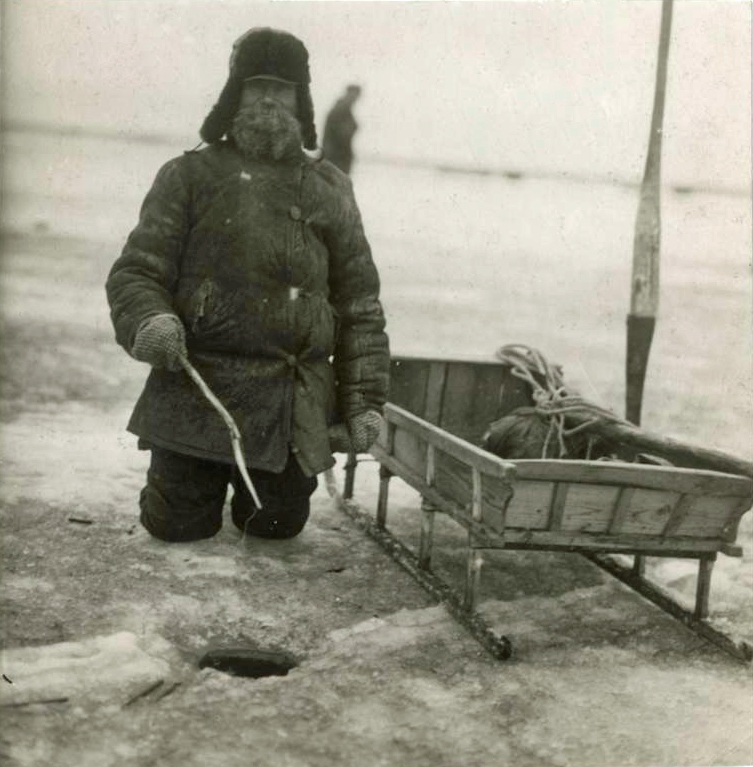
Русский рыбак у проруби на Чудском озере, 1924 год
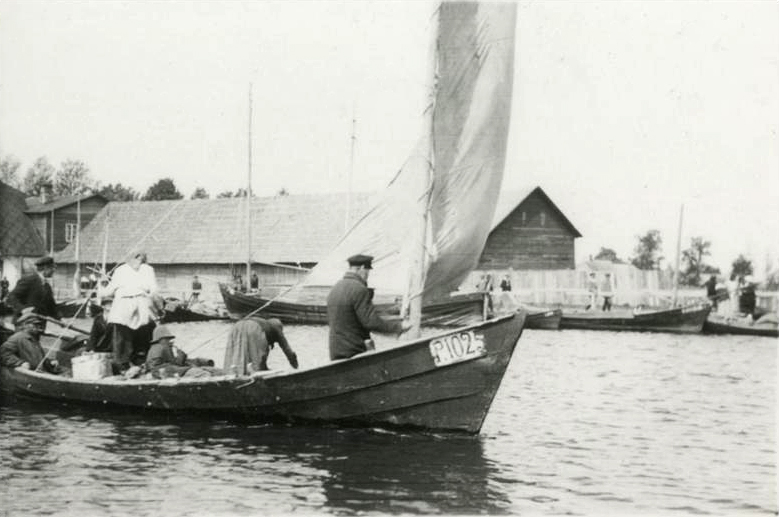
Русские по пути на ярмарку. Раквере, 1920–1930-е годы
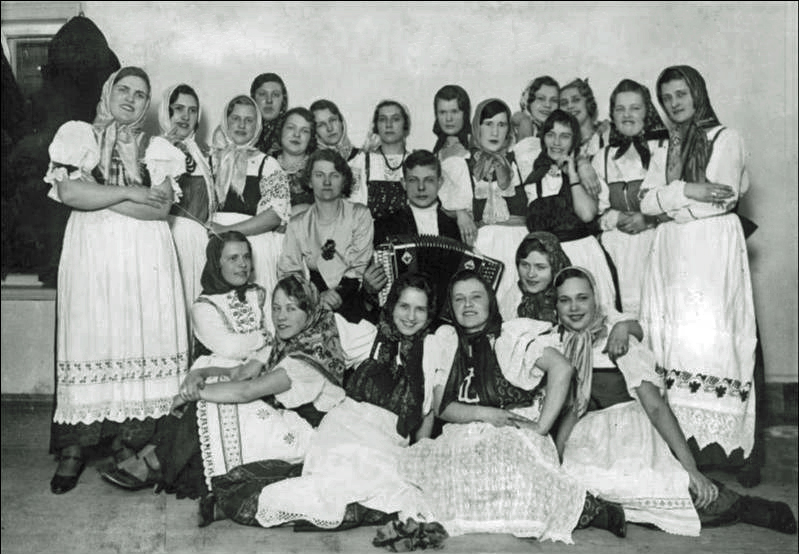
Русский клуб фабричного отделения Нарвского Союза объединений христианских молодых женщин, 1933 год
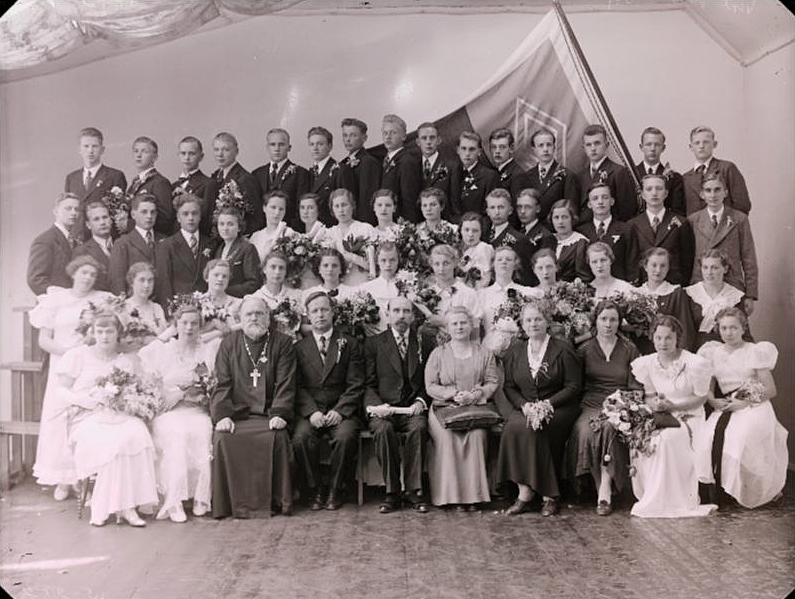
Группа выпускников и преподавателей Таллинской Русской гимназии, 1937 год
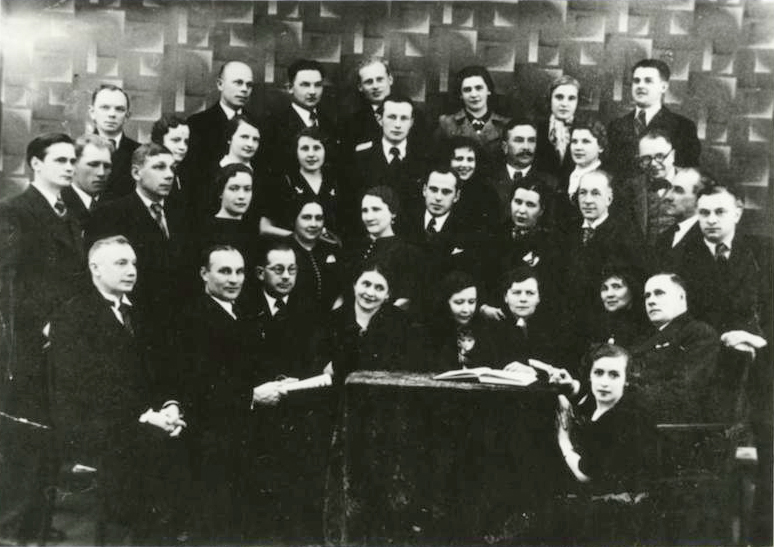
Группа товарищества «Нарвский русский театр». Сезон 1939-40 гг.
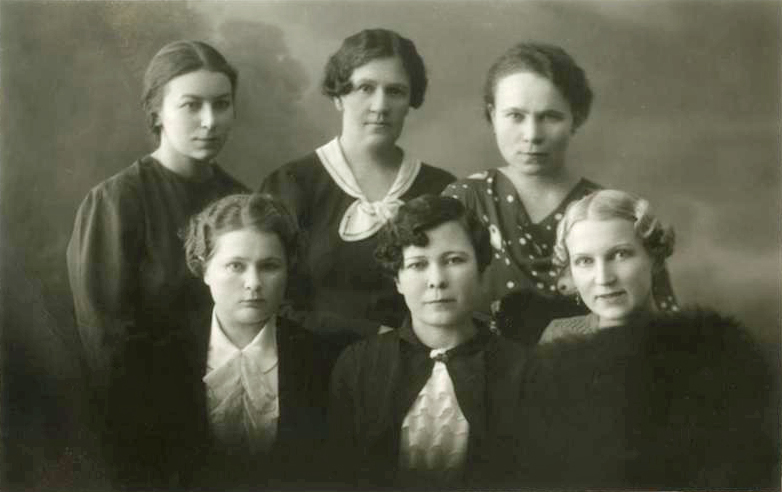
Руководство Тартуского Русского женского клуба, 1937 год
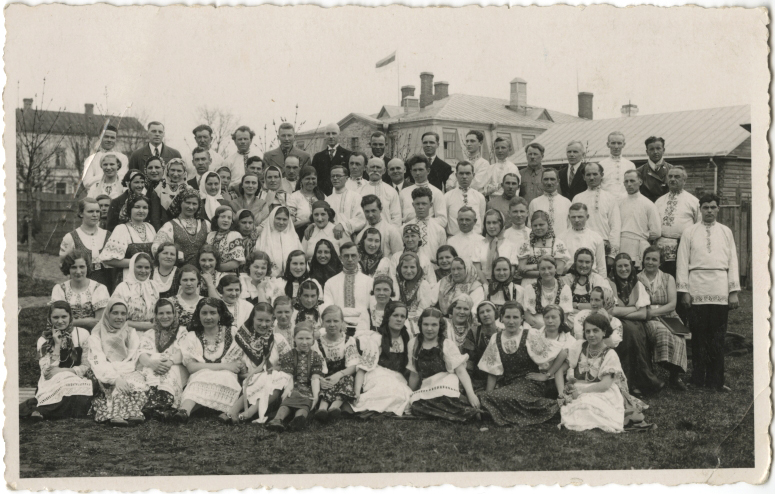
Хор Нарвской льночесальной фабрики перед первым Всеэстонским Русским праздником песни, 1937 год

В послевоенное время приток русскоязычных в Эстонию усилился. Если в 1934 году доля русских в населении Эстонской Республики составляла 8,2 %, то в 1959 году, в Советской Эстонии — 20,1 %, в 1970 году — 24,7 %, в 1979 году — 27,9 %.
Основной причиной переезда русскоязычных в Эстонскую ССР была политика по форсированной индустриализации в Ида-Вирумаа и Харьюмаа. В результате ранее эстоноязычные регионы стали русско-эстонскими. Также важной причиной для переезда являлся более высокий уровень жизни по сравнению с другими республиками СССР.
По данным переписи 1989 года, русские составляли 30,3 % населения Эстонии, будучи крупнейшим национальным меньшинством в республике. 87 % русского населения Эстонии проживали в городах, 14,9 % — владели эстонским языком. Доля русских в населении Таллина составляла 41 %, Нарвы — 85,9 %.
Численность русского населения Эстонии по данным 2012 года составляла 335 267 человек, 2023 года — 306 801 человек (22,46 % населения Эстонии).
В 2023 году 145 495 человек (47,42 %) русских проживало в Таллине, в уезде Харьюмаа 173 526 человек (56,56 %), 94 835 человек (30,91 %) — в уезде Ида-Вирумаа; в Тарту проживало всего лишь 12 053 человека (3,93 %) от общего числа русских в Эстонии.

### Русские в Эстонии на рубеже XX и XXI веков
К началу XX века численность коренных русских Эстонии — в основном, русских Причудья — составляла не более 10 % от общей численности русских в стране. Остальные 90 % были потомками приехавших в Эстонию после 1945 года. В социальном плане большинство русского населения составляли работники промышленных предприятий, численность интеллигенции была невелика и, в основном, представляла собой техническую интеллигенцию, работавшую на тех же предприятиях. Подавляющее число русских не могло устроиться на высокие административные должности из-за завышенных требований к знанию эстонского языка. Русская интеллектуальная элита в стране отсутствовала. Так как после 1991 года большое число предприятий, и, в частности, все предприятия союзного значения с самыми высокими показателями численности работников, было ликвидировано или обанкротилось, это вызвало процессы люмпенизации и маргинализации русского населения, особенно на Северо-Востоке Эстонии. Распространённой практикой стало при реорганизации предприятий или комплектации штата сотрудников нового предприятия в первую очередь увольнять русских и принимать их на работу в последнюю очередь, даже если они свободного говорят по-эстонски. Проведённый в конце 1990-х годов социологический опрос эстонцев показал, что 46 % опрошенных высказались за отъезд русских из Эстонии.
Одной из главных проблем русской общины стало сохранение родного языка и образования на русском языке, чему противодействовали политика эстонских властей в области культуры и образования и провозглашённая программа интеграции, больше похожей на ассимиляцию. Часть русских родителей стала отдавать своих детей в эстонские школы; при этом, однако, усилилась тенденция к отъезду русских из страны.

## Современная идентичность

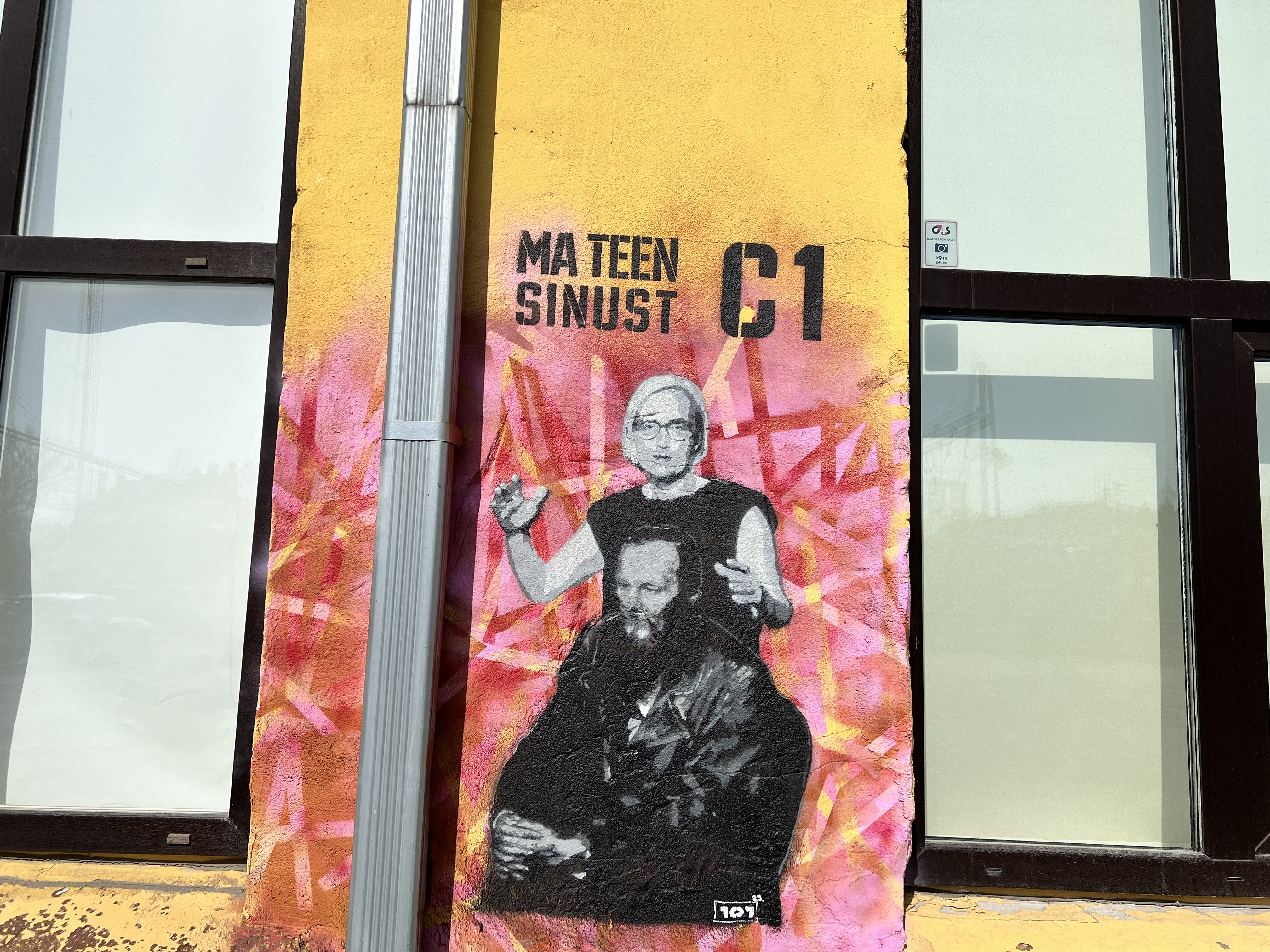
Граффити в Таллине с изображением Кристины Каллас и Фёдора Достоевского. Надпись гласит "Ma teen sinust C1" ("Я сделаю из тебя C1 [в эстонском]"), символизируя преобладание эстонского языка над русским в сфере образования

Проведённый в преддверии XXI века историком Олегом Сидельниковым опрос части русских учащихся Таллина (12 класс и первый курс вузов) показал, что:
- 9 % юношей и 12 % девушек заявили о своём твёрдом желании уехать из Эстонии;
- из числа желавших уехать 97 % планировали уехать на Запад, то есть с Россией большинство русской молодёжи себя не связывало;
- 90 % опрошенных были убеждены, что в Эстонии есть дискриминация по национальному признаку;
- 96 % русской молодёжи отметили своё отличие от русских Российской Федерации («Мы — русские Эстонии»).

Другой социологический опрос того же времени показал, что в целом 62 % всех русских Эстонии считали, что они отличаются от русских России.
По данным опроса 2023 года, из проживающих в Эстонии людей русской национальности как только русских себя определяют лишь 28 %, тогда как 68 % идентифицируют себя как эстонских русских, русскоязычных эстонцев или как эстонцев, так и русских, свидетельствуют результаты опроса общественного мнения, проведённого в сотрудничестве Государственной канцелярии и Turu-uuringute AS. Наибольшая доля людей (38 %), идентифицирующих себя только как русских, приходится на граждан России, проживающих в Эстонии. Однако большинство проживающих в Эстонии граждан России (51 %) также идентифицируют себя как эстонских русских, русскоязычных эстонцев или как эстонцев и русских одновременно.
Такой двойственный подход к личной национальной идентификации отразился и в переписи населения 2021 года, где впервые появился термин «люди двух национальностей» (эст. kaherahvuselised inimesed). Согласно этим данным, вторую национальность указали 6900 русских, то есть всего 2,2 % всех русских Эстонии. При этом, 25 940 эстонцев по своей второй национальности — русские.

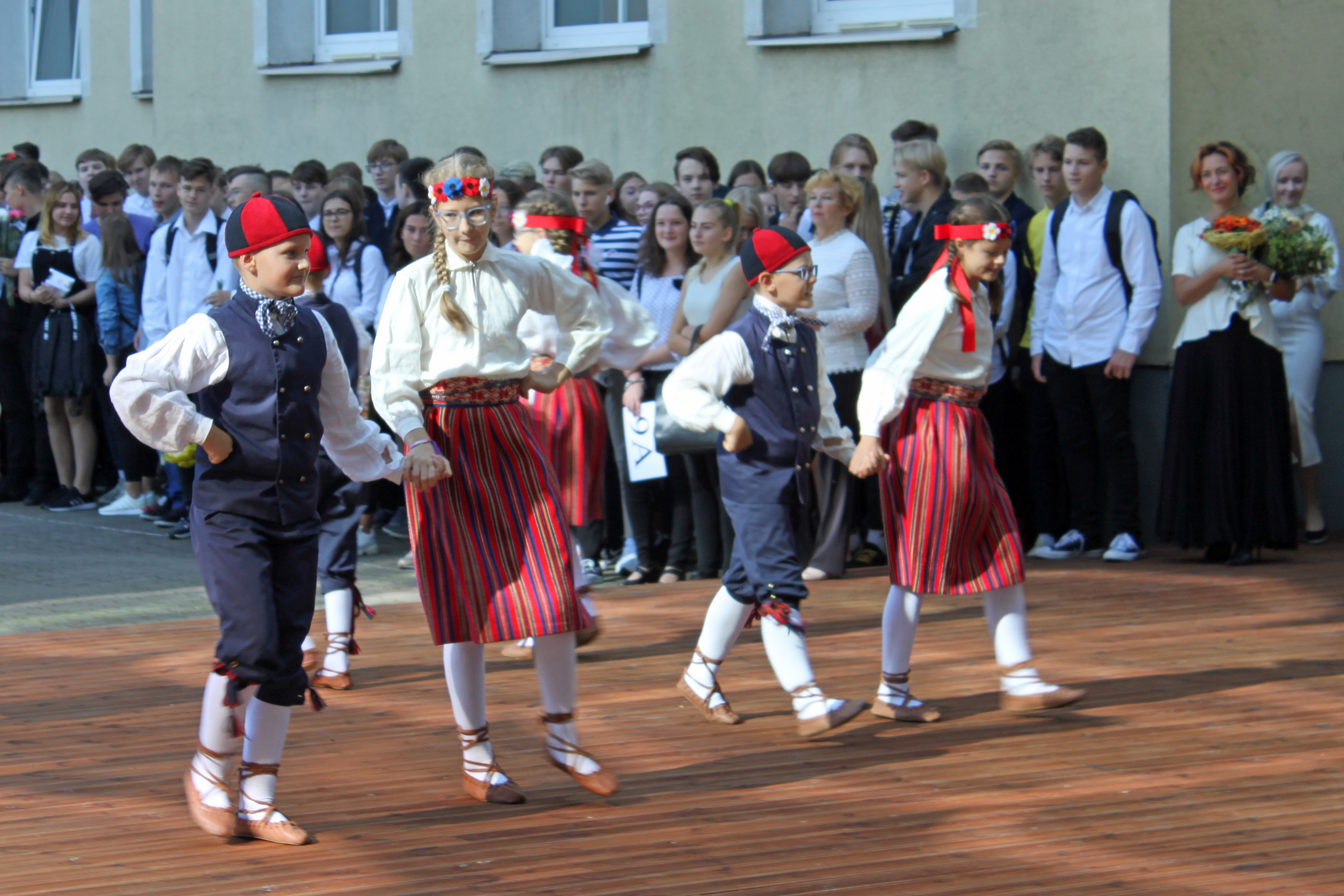
Дети исполняют эстонский народный танец в День знаний в Таллинской Паэской гимназии с русским языком обучения, 2019 год

Русские, указавшие свою вторую национальность при переписи 2021 года:
| Вторая национальность | Чел. |
| --------------------- | ---- |
| Всего                 | 6900 |
| Украинец              | 2260 |
| Белорус               | 1060 |
| Финн                  | 790  |
| Поляк                 | 380  |
| Немец                 | 260  |
| Мордва                | 240  |
| Еврей                 | 210  |
| Татарин               | 210  |
| Литовец               | 150  |
| Латыш                 | 130  |
| Азербайджанец         | 120  |
| Армянин               | 70   |
| Грузин                | 30   |
| Другая*               | 990  |

* Национальность эстонец в качестве второй национальности в данных переписи выделена не была.
В конце 2023 года в журнале «Journal of Baltic Studies» и эстонском журнале «Keel ja Kirjandus» вышло исследование об идентичности русских в Эстонии. По данным исследования, русские Эстонии строят свою идентичность на противопоставлении себя россиянам, а не эстонцам.

### Праздники и традиции
- Так же как в России, важным праздником для русских Эстонии является День Победы над Германией[20], во время которого до весны 2022 года проходили шествия[21][22] и возложения цветов к советским памятникам (см. Список советских военных памятников Эстонии)[23][24].
- Некоторые русскоязычные жители Эстонии до сих пор встречают Новый год как по московскому, так и по таллинскому времени[25][26].
- Русские Эстонии празднуют как Масленницу так и её эстонский аналог — Вастлапяев[27].
- Среди русских Эстонии принято отмечать Яанипяэев (Иванов день) поездками на природу[28].

## Демография
В советский период демографические показатели русских Эстонии поначалу были лучше, чем у эстонцев, в первую очередь за счёт более высокой рождаемости у первых волн переселенцев из других республик СССР. Однако уже во втором поколении, то есть у русских уроженцев ЭССР, рождаемость была ниже, чем у эстонцев. За счёт этого в 1985 году доля неэстонцев среди новорождённых (национальность новорождённых в Эстонии определяется со слов родителей) поднялась до 42 %.
В 1991 году показатели прироста численности эстонцев и русских сравнялись, а в постсоветское время у русских были стабильно хуже, чем у эстонцев. В результате к 2011 году доля неэстонцев среди новорождённых опустилась до 25 %.
По сравнению с латвийцами демографические показатели русскоязычных эстоноземельцев всегда были лучше, что исследователи связывают с более высоким уровнем жизни. В 2008—2012 годах по Эстонии впервые наблюдался естественный прирост численности эстонцев, однако естественная убыль русских и неэстонцев была всё же большей (исключение составил лишь 2010 год). Демографические показатели русских в Латвии как до, так и после восстановления независимости были гораздо худшими, чем у русских в Эстонии.
В период с 1991 по 2011 год Эстонию покинули не менее 140 тысяч неэстонцев, большей частью — русские(возможно в это число включены  40 тысяч военнослужащих СССР и членов их семей). Но уже в 2004 году миграционный баланс русскоязычного населения вновь стал устойчиво положительным. В 2008-2017 годах из России, Украины и Белоруссии прибыло на 9384 человека больше, чем выбыло.
Численность русских в Эстонии, в том числе в Таллине, по данным 

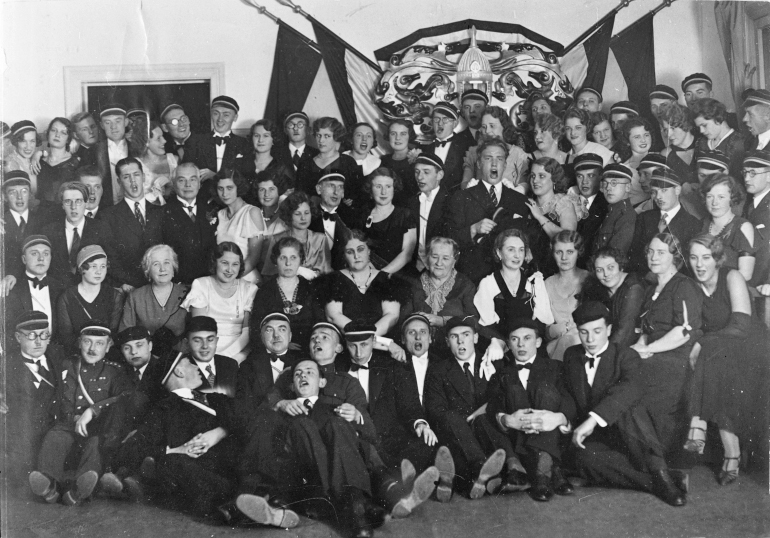
Празднование 10-летней годовщины русской студенческой корпорации Тартуского университета «Fraeternitas Aeterna» («Нерушимое братство»), 1936 год

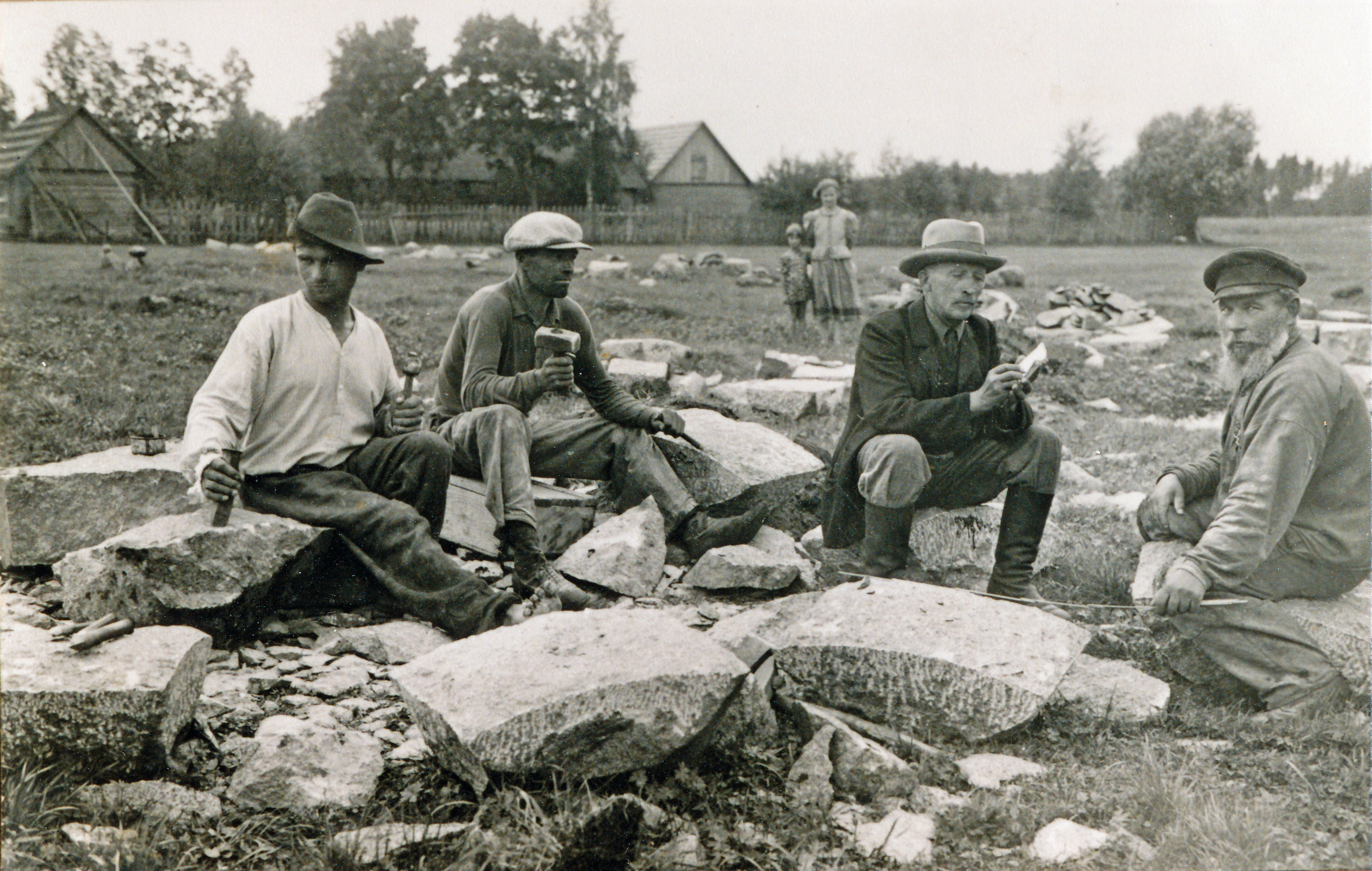
Печорские русские на поле хутора Мику, Валгамаа, 1936 год

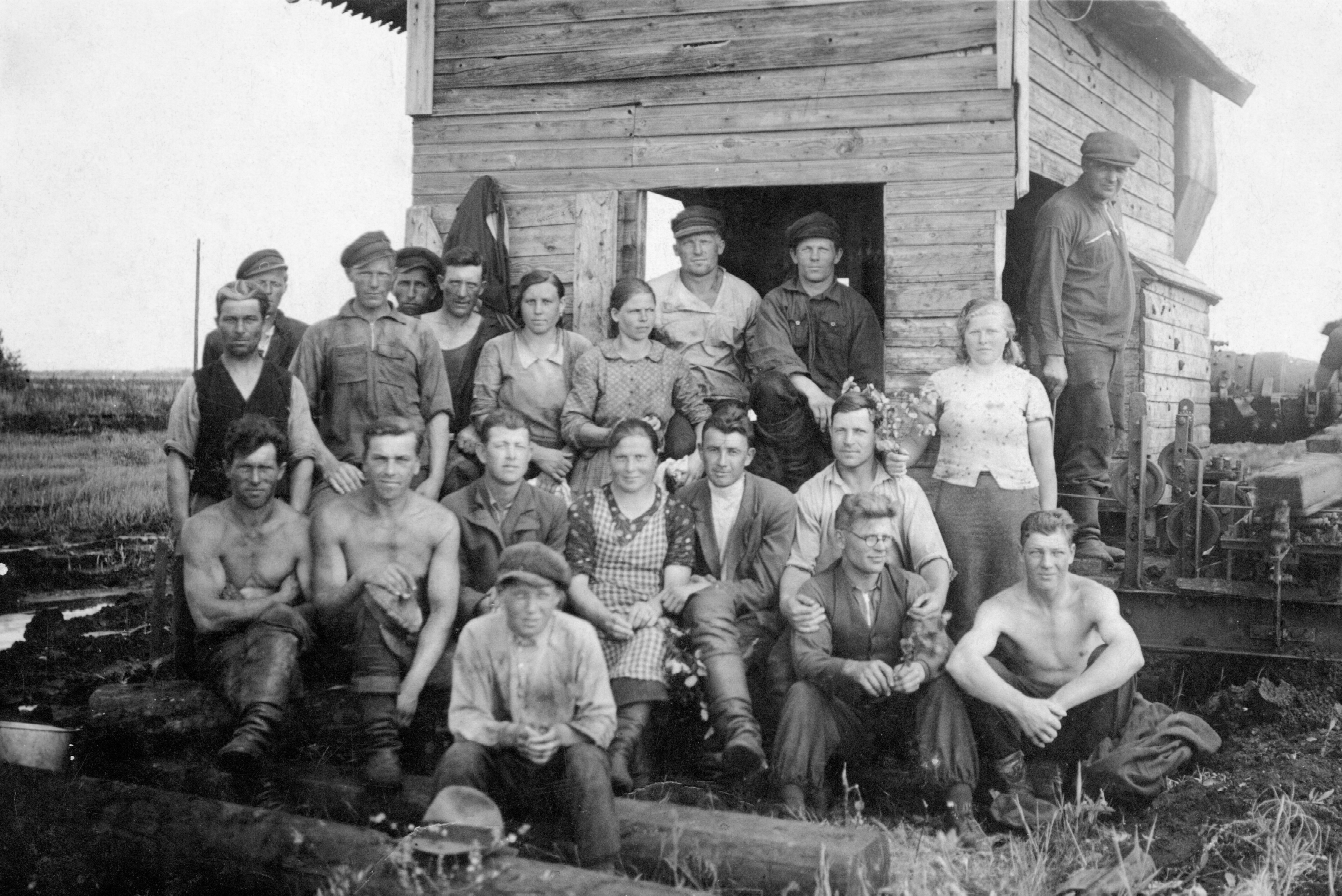
Русские на торфоразработках в посёлке Улила, Тартумаа, 1938 год

Всесоюзных переписей населения СССР и Департамента статистики Эстонии
(в границах соответствующего года):
| Год  | Русские, Эстония | в % к общей численности населения Эстонии | Русские, Таллин | в % к общей численности русских в Эстонии |
| ---- | ---------------- | ----------------------------------------- | --------------- | ----------------------------------------- |
| 1891 | 29 385           | 3,3                                       | ..              | ..                                        |
| 1897 | ↗ 38 375         | ↗ 4,0                                     | ..              | ..                                        |
| 1922 | ↗ 91 109         | ↗ 8,3                                     | ..              | ..                                        |
| 1934 | ↗ 92 656         | ↘ 8,2                                     | ..              | ..                                        |
| 1959 | ↗ 240 227        | ↗ 20,1                                    | 90 594          | 37,7                                      |
| 1970 | ↗ 334 620        | ↗ 24,7                                    | ↗ 127 103       | 38,0                                      |
| 1979 | ↗ 408 778        | ↗ 27,9                                    | ↗ 168 537       | 41,2                                      |
| 1989 | ↗ 474 834        | ↗ 30,3                                    | ↗ 207 516       | 43,7                                      |
| 2000 | ↘ 351 178        | ↘ 25,6                                    | ↘ 146 208       | 41,6                                      |
| 2011 | ↘ 326 235        | ↘ 24,8                                    | ↘ 144 721       | 44,4                                      |
| 2012 | ↗ 335 267        | ↗ 25,3                                    | ↗ 148 453       | 44,3                                      |
| 2013 | ↘ 332 993        | ↘ 25,2                                    | ↗ 148 877       | 44,7                                      |
| 2014 | ↗ 334 050        | ↗ 25,4                                    | ↗ 151 605       | 45,4                                      |
| 2015 | ↘ 330 258        | ↘ 25,1                                    | ↘ 151 122       | 45,8                                      |
| 2016 | ↗ 330 263        | → 25,1                                    | ↗ 155 263       | 47,0                                      |
| 2017 | ↘ 330 206        | → 25,1                                    | ↗ 156 915       | 47,5                                      |
| 2018 | ↘ 328 864        | ↘ 24,9                                    | ↗ 157 267       | 47,8                                      |
| 2019 | ↘ 328 299        | ↘ 24,8                                    | ↗ 157 696       | 48,0                                      |
| 2020 | ↘ 327 802        | ↘ 24,7                                    | ↗ 158 588       | 48,4                                      |
| 2021 | ↘ 322 700        | ↘ 23,7                                    | ↘ 156 670       | 48,6                                      |
| 2022 | ↘ 315 242        | → 23,7                                    | ↘ 149 878       | 47,5                                      |
| 2023 | ↘ 306 801        | ↘ 22,5                                    | ↘ 145 495       | 47,4                                      |
| 2024 | ↘ 296 268        | ↘ 21,6                                    | ↘ 139 835       | 47,2                                      |
| 2025 | ↘ 285 819        | ↘ 20,9                                    | ↘ 134 610       | 47,1                                      |

По данным переписи населения 2011 года, процент людей, имеющих длительное заболевание или проблему со здоровьем, среди русских составил 29,5 % (у эстонцев — 30,0 %).
В 2008 году средняя продолжительность жизни русских была ниже, чем у эстонцев, на 6 лет.
| Район Таллина | Русских, чел. | в % к числу русских Таллина | в % к числу жителей района |
| ------------- | ------------- | --------------------------- | -------------------------- |
| Ласнамяэ      | 66 090        | 44,1                        | 57,5                       |
| Пыхья-Таллинн | 20 702        | 13,8                        | 34,3                       |
| Мустамяэ      | 20 237        | 13,5                        | 30,5                       |
| Хааберсти     | 18 365        | 12,3                        | 39,3                       |
| Кесклинн      | 10 942        | 7,3                         | 17,0                       |
| Кристийне     | 6 359         | 4,2                         | 19,4                       |
| Нымме         | 3 657         | 2,4                         | 10,5                       |
| Пирита        | 3 531         | 2,4                         | 20,3                       |
| Итого         | 149 883       | 100,0                       | 34,2                       |

## Образование
Русские Эстонии по уровню образования по данным переписей населения, в % к общей численности русских жителей старше 10 лет (2021 год: старше 15 лет):
| Образование                                | 2000 год, % | 2011 год, % | 2021 год, % |
| ------------------------------------------ | ----------- | ----------- | ----------- |
| Без образования                            | 6,4         | 3,2         | 0,2         |
| Начальное                                  | 11,2        | 5,4         | 2,8         |
| Основное                                   | 15,9        | 11,9        | 10,8        |
| Среднее                                    | 22,7        | 18,3        | 19,1        |
| Профессиональное, специальное и прикладное | 28,6        | 43,1        | 40,8        |
| Высшее                                     | 12,7        | 16,1        | 24,1        |
| Доктор наук, кандидат наук                 | 0,1         | 0,3         | 0,4         |
| Неизвестно                                 | 2,5         | 1,6         | 1,8         |
| Всего                                      | 100         | 100         | 100         |

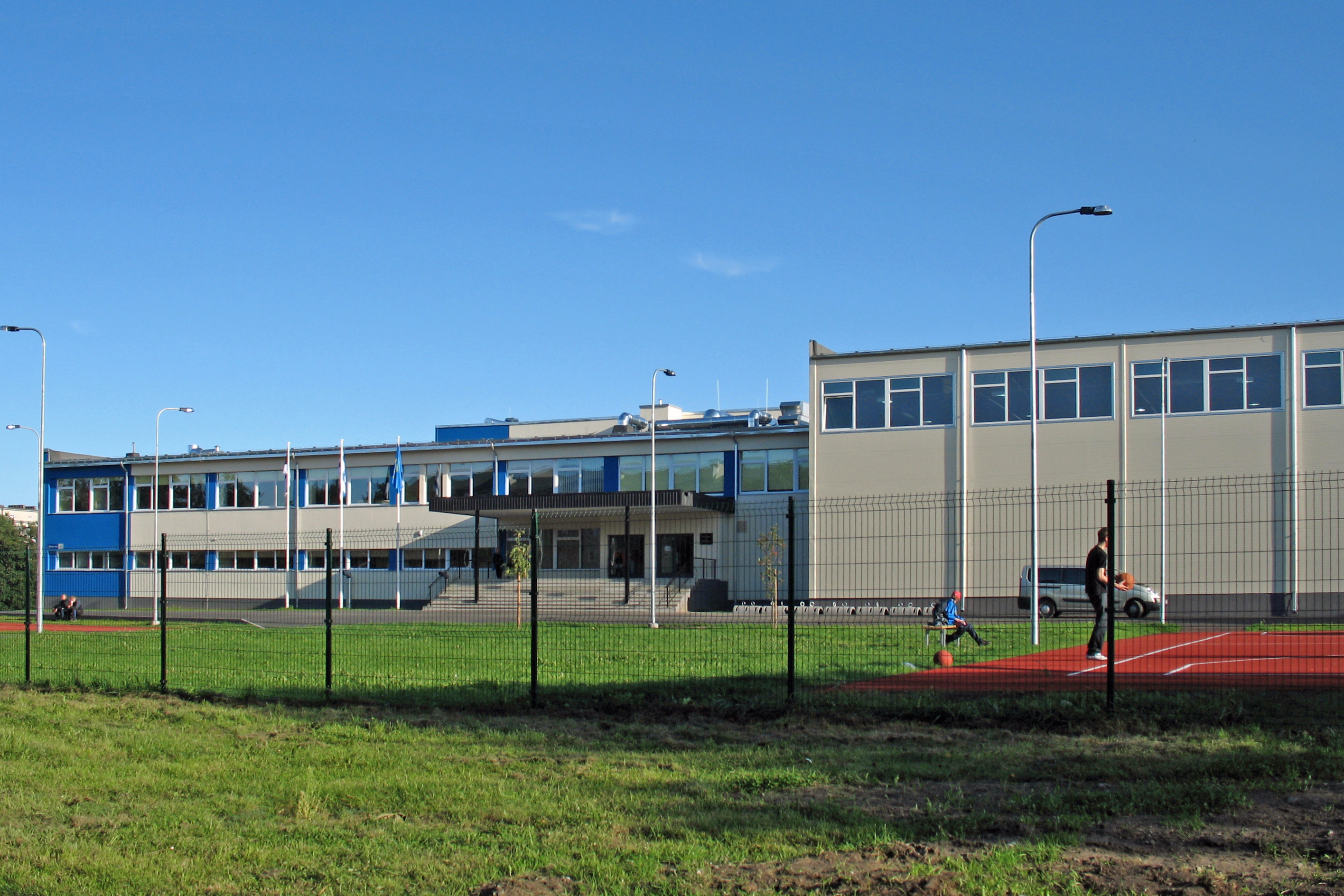
Таллинская 53-я средняя школа (до 2024 года — с русским языком обучения)

Профессиональное образование русских Эстонии по данным переписей населения 2000, 2011 и 2021 годов:
| Образование                                   | 2000 год, чел. | 2000 год, % | 2011 год, чел. | 2011 год, % | 2021 год, чел. | 2021 год, % |
| --------------------------------------------- | -------------- | ----------- | -------------- | ----------- | -------------- | ----------- |
| Профессиональное и специальное                | 120 625        | 74,6        | ↗ 127 386      | ↘ 72,4      | ↘ 110 698      | ↘ 62,5      |
| Высшее                                        | 40 662         | 25,3        | ↗ 47 655       | ↗ 27,1      | ↗ 65 301       | ↗ 36,9      |
| Доктор наук, кандидат наук                    | 244            | 0,2         | ↗ 1002         | ↗ 0,6       | ↗ 1169         | ↗ 0,7       |
| Всего русских с профессиональным образованием | 161 770        | 100         | ↗ 176 043      | 100         | ↗ 177 168      | 100         |

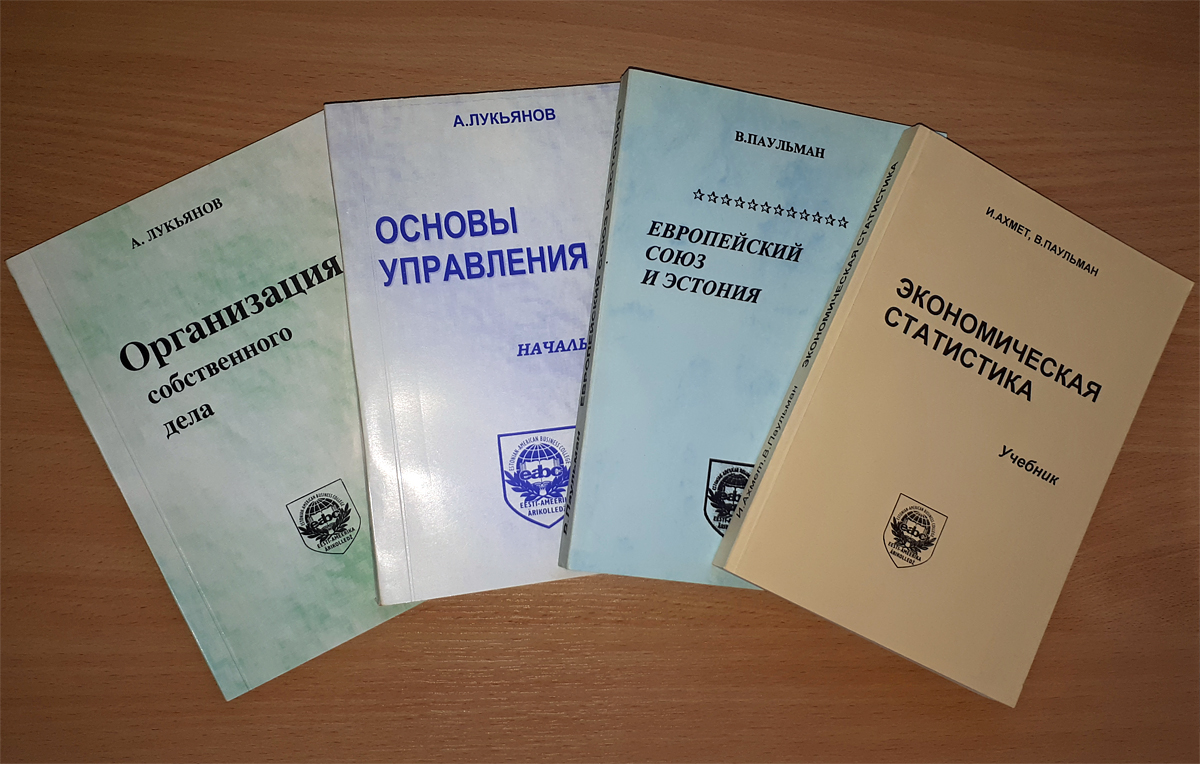
Учебники Эстоно-Американской бизнес-академии на русском языке, изданные в 1997—1999 гг.

Знание русскими Эстонии иностранных языков по данным переписей населения,
в % к общей численности русских жителей:
| Иностранный язык                         | 2000 год | 2011 год | 2021 год |
| ---------------------------------------- | -------- | -------- | -------- |
| Знают иностранные языки                  | 44,3     | ▲ 47,5   | ▲ 57,3   |
| ..эстонский                              | 38,3     | ▲ 41,4   | ▲ 50,1   |
| ..русский как иностранный                | ..       | 1,0      | ▲ 1,9    |
| ..английский                             | 15,0     | ▲ 23,7   | ▲ 28,7   |
| ..немецкий                               | 4,6      | → 4,6    | ▼ 3,4    |
| ..финский                                | 1,4      | ▲ 1,9    | ▼ 1,8    |
| ..другие                                 | 1,5      | ▲ 4,4    | ▲ 5,6    |
| Не знают иностранных языков; неизвестно* | 55,7     | ▼ 52,5   | ▼ 42,7   |
| Всего                                    | 100      | 100      | 100      |

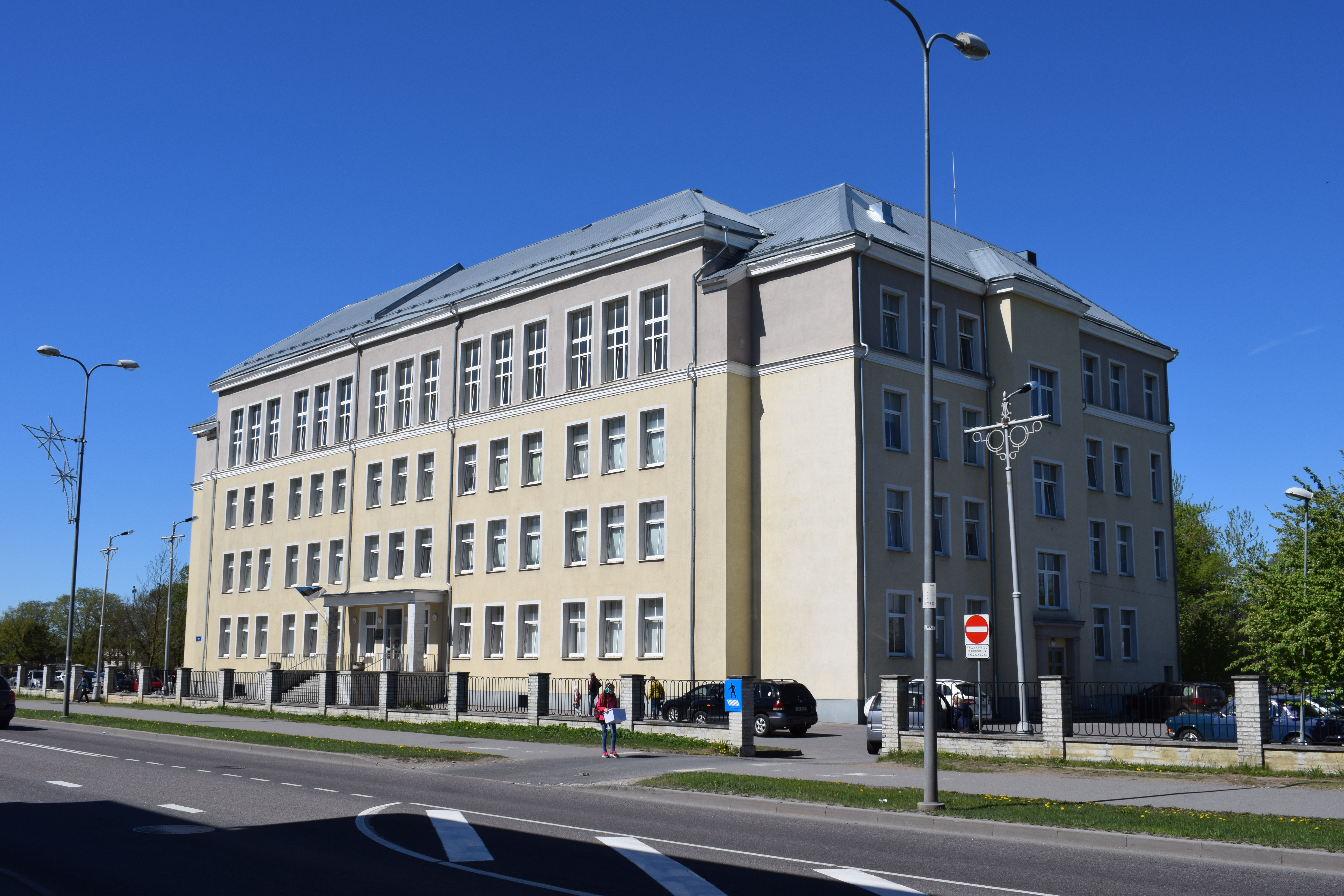
Таллинская Паэская гимназия (до 2024 года — с русским языком обучения)

* В том числе неприменимо (дети в возрасте до 3-х лет)

## Экономическое благосостояние
Результаты исследования, проведённого социологами в 2002 году, показали, что сравнительно высокая экономическая обеспеченность населения в Эстонии отражалась на всех сторонах жизни проживавших там русских: на одного члена семьи у подавляющего большинства русских (80 %) в Таллине приходилось больше 10 м² жилой площади, примерно треть русских семей в Таллине имели автомашины (35 %) и компьютеры (29 %). В целом русские в Таллине практически не отстали по уровню обеспеченности от жителей Москвы.
Тем не менее, русские в Эстонии ощущают разнообразные формы государственного давления и находятся в худшем, по сравнению с титульным населением, экономическом положении. Так, годовой эквивалентный нетто-доход эстонцев из года в год выше, чем у неэстонцев.
Годовой эквивалентный чистый доход* жителей Эстонии, евро:
| Год       | 2003     | 2007     | 2011     | 2015      | 2016      | 2017      | 2018      | 2019      | 2020      | 2021      |
| --------- | -------- | -------- | -------- | --------- | --------- | --------- | --------- | --------- | --------- | --------- |
| Эстонцы   | 3 469,44 | 6 638,63 | 7 549,95 | 10 656,37 | 11 256,31 | 12 321,68 | 13 335,40 | 14 296,53 | 14 792,39 | 17 651,74 |
| Неэстонцы | 2 765,52 | 5 611,31 | 6 082,52 | 8 789,32  | 9 298,58  | 10 316,81 | 11 379,71 | 12 212,64 | 12 733,89 | 14 912,79 |

* Примечание: эквивалентный чистый доход — находящийся в распоряжении домохозяйства нетто-доход, поделённый на сумму потребительских весов всех его членов; показатель учитывает как размер, так и состав домохозяйства.
В течение многих лет безработица постоянно выше среди неэстонского населения Эстонии, в частности, в 2019 году она составила 6 %, что было на 2,2 % выше аналогичного показателя среди эстонцев; в 2017 году уровень безработицы среди неэстонцев составлял 8,9 % против 4,4 % у эстонцев, в 2000 году соответственно 20,5 % и 11,9 %.
Уровень безработицы среди эстонцев и русских в Эстонии, %:
| Год     | 2000 | 2001 | 2005 | 2006 | 2010 | 2011 | 2015 | 2016 | 2017 | 2018 | 2019 | 2020 | 2021 | 2022 |
| ------- | ---- | ---- | ---- | ---- | ---- | ---- | ---- | ---- | ---- | ---- | ---- | ---- | ---- | ---- |
| Эстонцы | 11,9 | 10,5 | 5,4  | 4,0  | 13,3 | 9,6  | 5,4  | 5,5  | 4,4  | 4,6  | 3,8  | 5,8  | 4,7  | 4,7  |
| Русские | 20,5 | 17,6 | 13,4 | 10,3 | 23,9 | 18,6 | 8,5  | 10,0 | 8,9  | 7,3  | 6,0  | 9,4  | 9,8  | 8,1  |

По мнению бывшего в своё время министром обороны и министром образования Эстонии Яака Аавиксоо, самой серьёзной проблемой, мешающей успешной интеграции русских в Эстонии, является низкий уровень знания эстонского языка, с которым молодые люди выпускаются из школ. Более того, около трёх тысяч детей в возрасте младше 15 лет, имеющих право получить эстонское гражданство в упрощённом порядке, пока не воспользовались этой возможностью. Больше всего таких потенциальных граждан в Таллине и Ида-Вирумаа. По результатам исследования Европейского агентства по основным правам (FRA), наибольшей дискриминации из стран Европы подвергаются русские, проживающие в Эстонии и Финляндии. Данная дискриминация отчасти является следствием высокого уровня сегрегации между эстонцами и русскими в постсоветской Эстонии.
В 2003 году подавляющее большинство русских в Таллине (85 %) считали, что в Эстонии должно быть два государственных языка, 96 % отрицательно относились к эстонскому закону о гражданстве. Несмотря на интенсивность межличностных контактов с эстонцами, число национально-смешанных браков среди русской молодёжи достигало лишь 11 % (практически такое же, как у старшего поколения).

## Политика
Доля русских среди граждан Эстонии (12,9 % в 2000 году) ниже их доли среди всего населения Эстонии, поскольку гражданами в 1990-е были признаны лишь граждане довоенной Эстонской Республики, а также их потомки.
В Эстонии значимы три группы: граждане Эстонии, граждане России и «лица с неустановленным гражданством» (апатриды) (по данным переписи 2000 года, соответственно 40,4 %, 20,9 % и 38,0 % русских жителей страны).
Перепись 2011 года показала уменьшение группы лиц без гражданства (с 12,4 % до 6,5 % от всего населения) и рост группы граждан других государств (с 6,9 % до 8,1 % от всего населения).
В Эстонии в 2003 году «русская» Конституционная партия утратила представительство в парламенте. Среди эстонских русских наиболее популярна Центристская партия.
В 2010 году тогдашний гендиректор Департамента полиции безопасности Эстонии (КаПо) Райво Аэг утверждал, что Россия заинтересована в том, чтобы русские партии, русские списки получили бы более сильные права влияния в местных самоуправлениях. Новый гендиректор КаПо Арнольд Синисалу весной 2019 года заявил, что прямое влияние на Эстонию России не удалось, поэтому она сместила центр тяжести на оказание влияния на Америку и Западную Европу, чтобы таким образом повлиять на Эстонию.
По мнению «Die Welt», война на Украине подвергла испытанию хрупкие отношения между этническими русскими и эстонцами, осложнив задачу укрепления связей между ними. Вице-канцлер Эстонии по вопросам культурного разнообразия Пирет Хартман считает, что в Эстонии среди населения, родившегося в России, существует устойчивый нарратив о том, что это «Украина и НАТО начали войну в Украине».
По мнению политолога Елены Павловой, русская интеллигенция из эстонской политики почти самоустранилась. Политические партии, которые должны были отстаивать интересы русскоязычного населения, потерпели крах. Главным образом, потому что это были недобросовестные политики. Многие люди из-за этого решили придерживаться стратегии «неучастия».

## Гражданство
Среди проживающих в Эстонии русских по данным переписи населения 2011 года эстонское гражданство было у 53,9 %, российское — у 24,3 % и 21,1 % были лицами без гражданства. При этом гражданами Эстонии среди русских в возрасте 0—17 лет было 84,5 %, в возрасте 18—64 года — 51,4 % и в возрасте 65 лет и старше — 35,5 %.

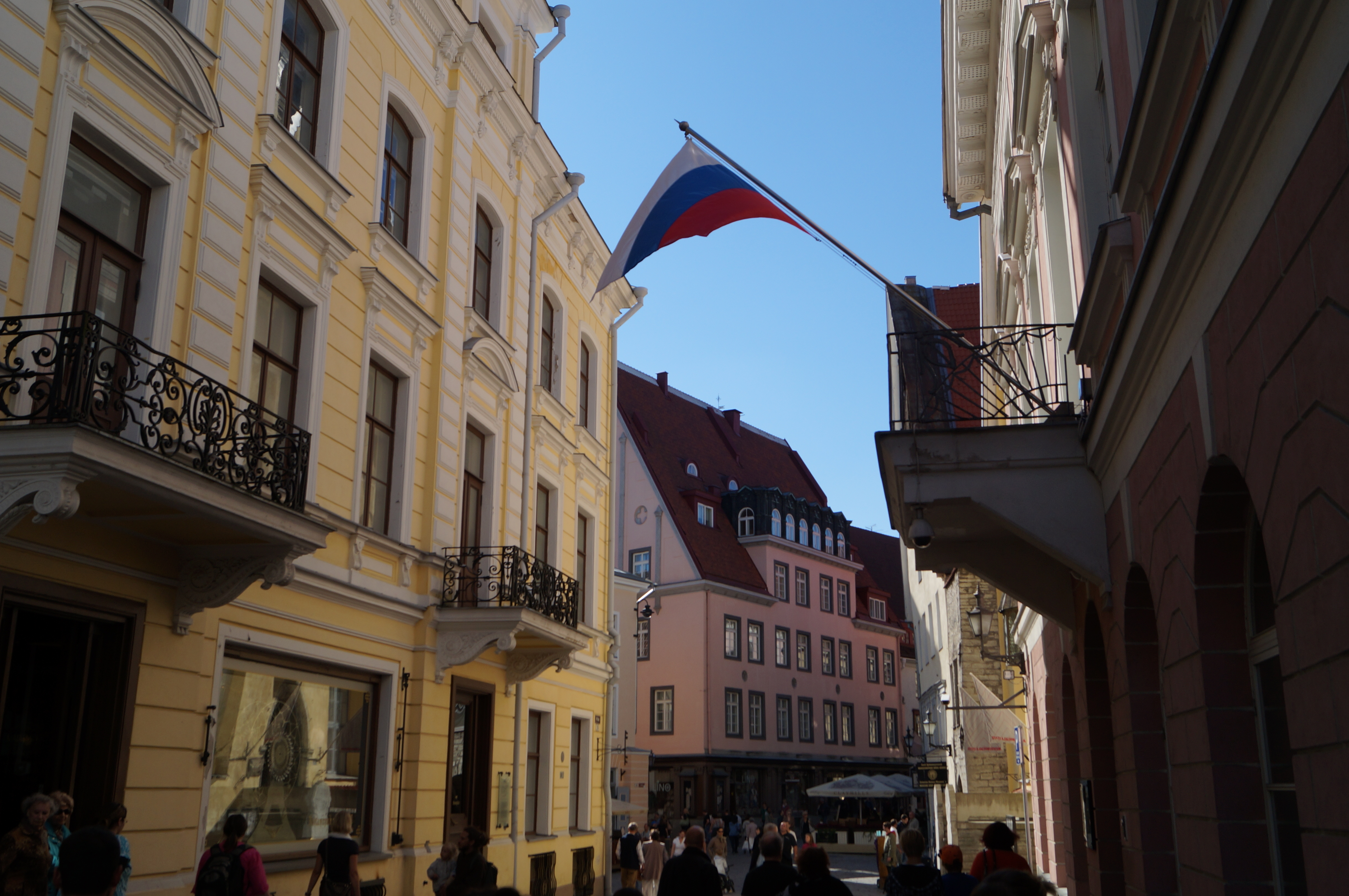
Посольство России в Эстонии. Таллин, ул. Пикк 19

Гражданство русских в Эстонии по данным переписей населения, в % к общей численности русских:
| Гражданство               | 2000 год, % | 2011 год, % | 2021 год, % |
| ------------------------- | ----------- | ----------- | ----------- |
| Эстония                   | 40,4        | ▲ 53,9      | ▲ 58,8      |
| Россия                    | 20,9        | ↗ 24,3      | ↘ 22,9      |
| Другое                    | 0,3         | ↗ 0,6       | ↗ 1,1       |
| Без гражданства           | 38,0        | ↘ 21,1      | ↘ 17,1      |
| Гражданство не определено | 0,4         | ↘ 0,01      | → 0,01      |
| Итого                     | 100         | 100         | 100         |

В 1996 году среди русских своей родиной назвали Эстонию 50 % (в том числе 76 % в возрасте до 30 лет), 30 % — Россию и 9 % — Советский Союз. В 2000 году 85 % русских согласились с утверждением, что «родина местных русских — это Эстония».
В опубликованном в 2008 году исследовании государственной интеграционной программы были приведены данные о негативном влиянии гражданства другой страны или отсутствия гражданства как на трудовую занятость, так и на доходы: в первом случае вероятность трудовой занятости снижалась соответственно на 5 % и 3 %, во втором случае доходы снижались соответственно на 4,7 % и 3,7 %.

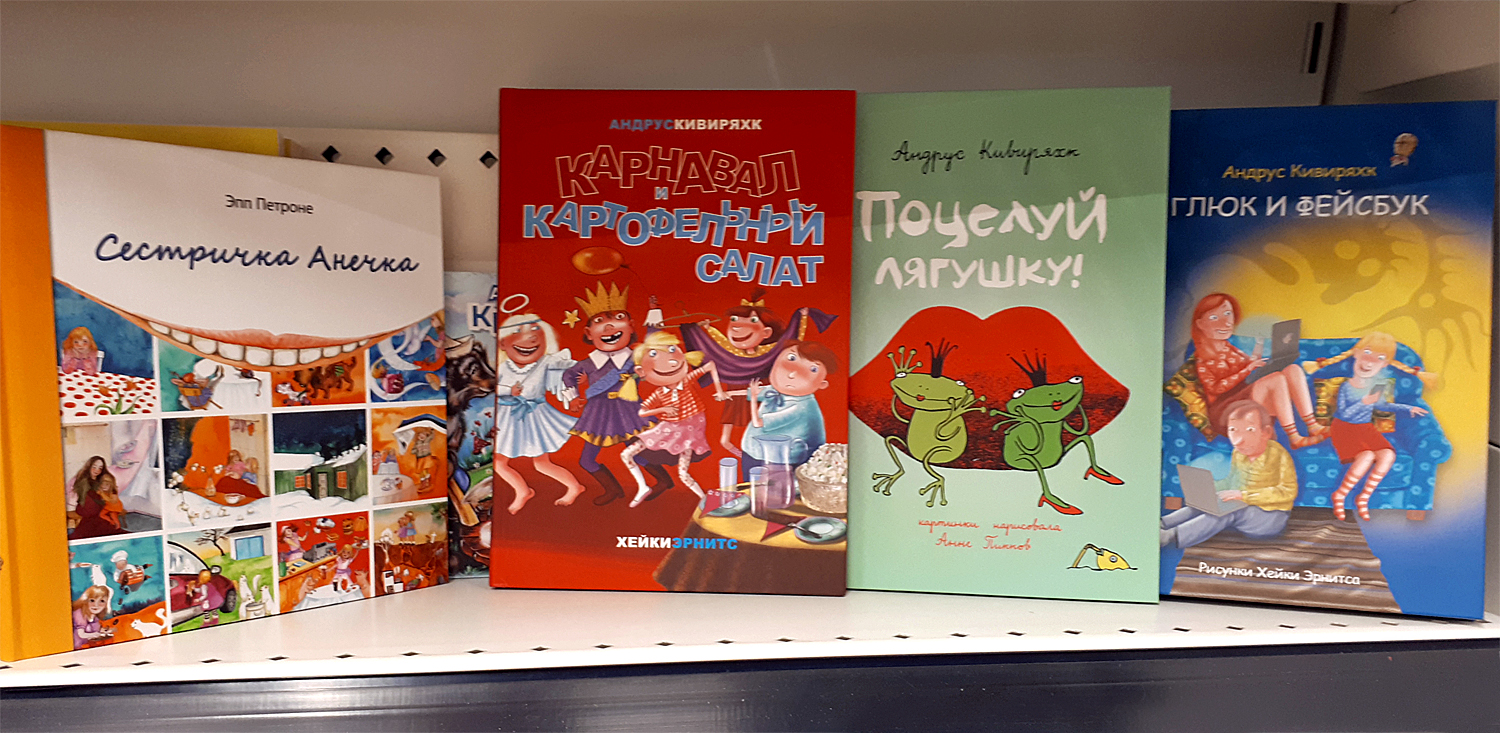
Книги эстонских детских писателей на русском языке на прилавке таллинского магазина, 2022 год

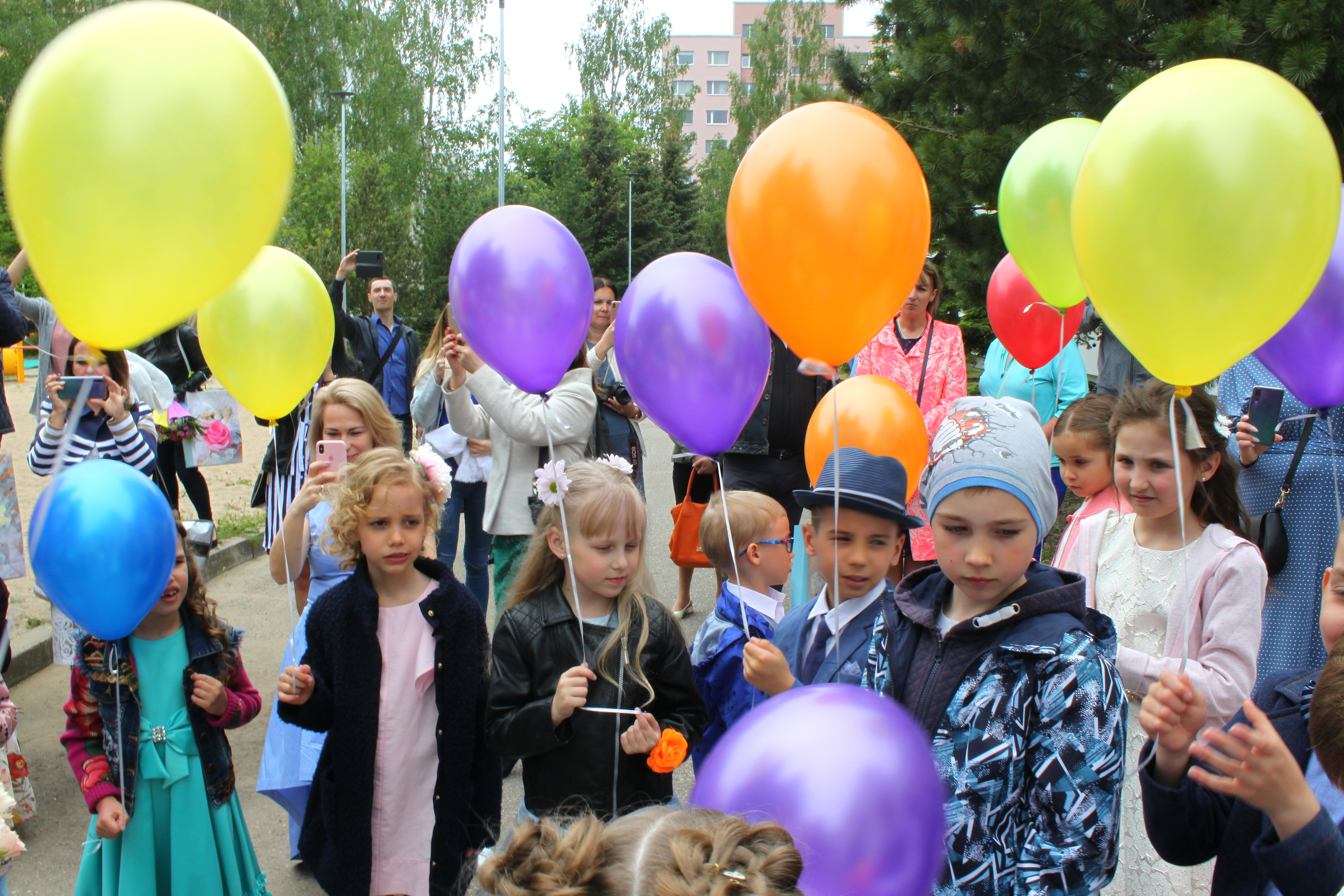
«Выпускной» в русском детском саду Таллина, 2019 год

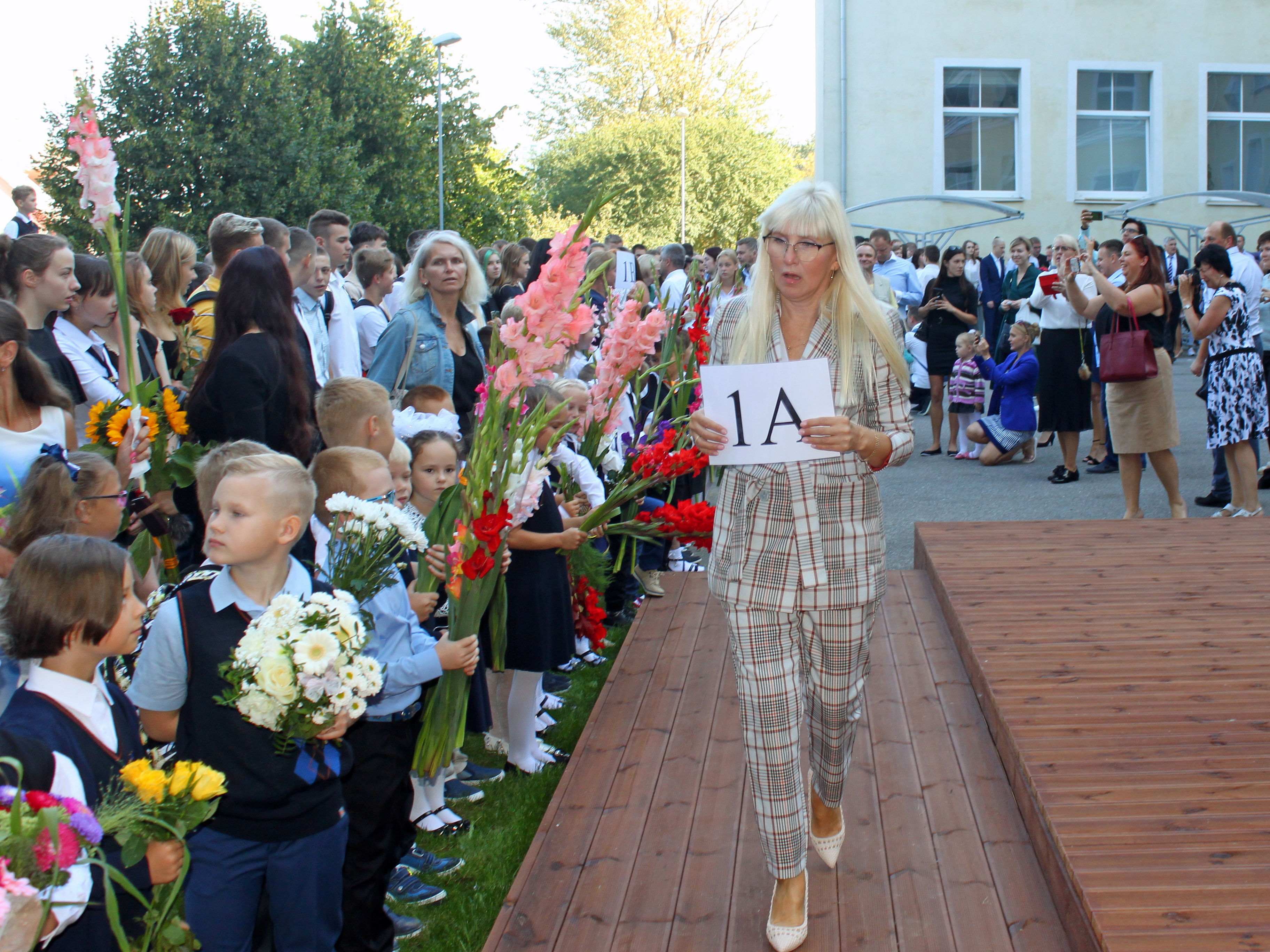
День знаний в Таллинской Паэской гимназии (до 2024 года — с русским языком обучения), 2019 год

Гражданство и родной язык русских в Эстонии по данным переписей населения 2000, 2011 и 2021 годов:
| Год / родной язык  | Русские, всего | Эстонское гражданство | Российское гражданство | Гражданство другой страны | Без гражданства | Гражданство не определено |
| ------------------ | -------------- | --------------------- | ---------------------- | ------------------------- | --------------- | ------------------------- |
| 2000 / всего       | 351 178        | 141 907               | 73 379                 | 1048                      | 133 346         | 1498                      |
| 2000 / русский     | 344 796        | 137 340               | 72 904                 | 1014                      | 132 168         | 1370                      |
| 2000 / эстонский   | 5062           | 3984                  | 268                    | 3                         | 779             | 28                        |
| 2000 / украинский  | 168            | 43                    | 60                     | 9                         | 56              | 0                         |
| 2000 / белорусский | 99             | 19                    | 34                     | 6                         | 40              | 0                         |
| 2000 / прочие      | 1053           | 521                   | 113                    | 16                        | 303             | 100                       |
| 2011 / всего       | 326 235        | 175 888               | 79 387                 | 2107                      | 68 805          | 48                        |
| 2011 / русский     | 322 098        | 172 403               | 79 118                 | 2059                      | 68 471          | 47                        |
| 2011 / эстонский   | 3601           | 3263                  | 97                     | 4                         | 237             | 0                         |
| 2011 / украинский  | 201            | 68                    | 77                     | 14                        | 42              | 0                         |
| 2011 / прочие      | 335            | 154                   | 95                     | 30                        | 55              | 1                         |
| 2021 / всего       | 315 252        | 185 371               | 72 325                 | 3540                      | 53 997          | 19                        |
| 2021 / русский     | 309 001        | 180 190               | 71 896                 | 3331                      | 53 570          | 14                        |
| 2021 / эстонский   | 4696           | 4252                  | 127                    | 21                        | 296             | 0                         |
| 2021 / украинский  | 254            | 86                    | 71                     | 64                        | 33              | 0                         |
| 2021/ прочие       | 1301           | 843                   | 231                    | 124                       | 98              | 5                         |

Число жителей Эстонии, родившихся в России, и число жителей, имеющих российское гражданство:
| Год  | Родившиеся в России | в % к общей численности населения | Имеющие гражданство России | в % к общей численности населения |
| ---- | ------------------- | --------------------------------- | -------------------------- | --------------------------------- |
| 2000 | 190 599             | 13,9                              | 86 067                     | 6,3                               |
| 2011 | ↘ 134 948           | ↘ 10,4                            | ↗ 90 510                   | ↗ 7,0                             |
| 2016 | ↘ 126 123           | ↘ 9,6                             | ↘ 87 838                   | ↘ 6,7                             |
| 2017 | ↘ 122 920           | ↘ 9,3                             | ↘ 86 674                   | ↘ 6,6                             |
| 2018 | ↘ 120 576           | ↘ 9,1                             | ↘ 85 369                   | ↘ 6,5                             |
| 2019 | ↘ 118 103           | ↘ 8,9                             | ↘ 84 628                   | ↘ 6,4                             |
| 2020 | ↘ 115 844           | ↘ 8,7                             | ↘ 83 968                   | ↘ 6,3                             |
| 2021 | ↘ 113 133           | ↘ 8,5                             | ↘ 82 890                   | ↘ 6,2                             |
| 2022 | ↘ 110 152           | ↘ 8,3                             | ↘ 81 691                   | ↘ 6,1                             |
| 2023 | ↘ 109 487           | ↘ 8,0                             | ↘ 81 036                   | ↘ 5,9                             |

### Отказ от российского гражданства
После начала полномасштабного вторжения России на Украину в 2022 году, согласно статистике, число граждан РФ, желающих получить эстонский паспорт, выросло в 2,5 раза. В августе 2022 года было подано 490 заявлений, тогда как в прежние годы — менее 200. При этом 19 января 2023 года стало известно, что посольство России в Таллине перестало принимать заявления о выходе из гражданства РФ, что может быть связано с сокращением персонала посольства. Само посольство заверило, что речь идёт о временной мере.

## Русский язык

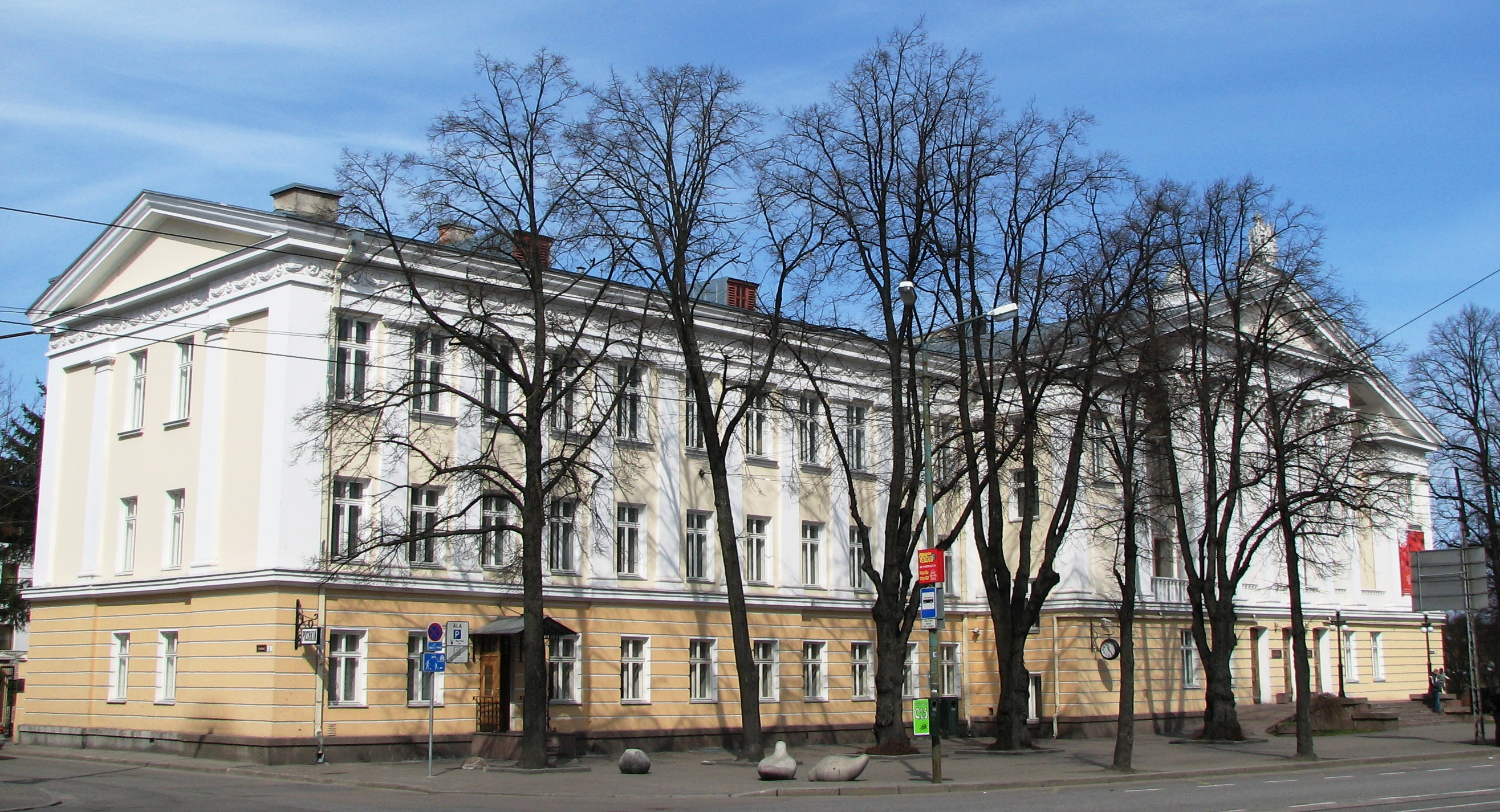
Здание Центра русской культуры в Таллине

По данным переписи населения 1970 года, из проживающих в Эстонии этнических русских родным считали русский язык 98,4 %. При этом 27,5 % эстонцев владели русским языком свободно.
В 2011 году родным назвали русский язык 29,6 % населения, русским языком как иностранным владели 42,1 % населения Эстонии.
По данным переписи населения Эстонии 2021 года, из 315 252 русских Эстонии для 309 001 человека (98,02 %) родным был русский язык, для 4696 человек (1,49 %) — эстонский, для 1555 человек (0,49 %) — какой-либо другой язык или данных не было. В целом, русский язык являлся родным для 379 210 жителей Эстонии (28,47 % населения Эстонии).
Парламент Эстонии на заседании 17 ноября 2022 года принял решение отклонить законопроект, запрещающий использовать русский язык в публичном пространстве. Его подготовила Консервативная народная партия. В ходе дебатов депутат парламента Эдуард Одинец заявил, что позорно уже то, что в парламенте государства-члена ЕС приходится обсуждать исключение одного языка из использования в публичном пространстве.

## Интеграция

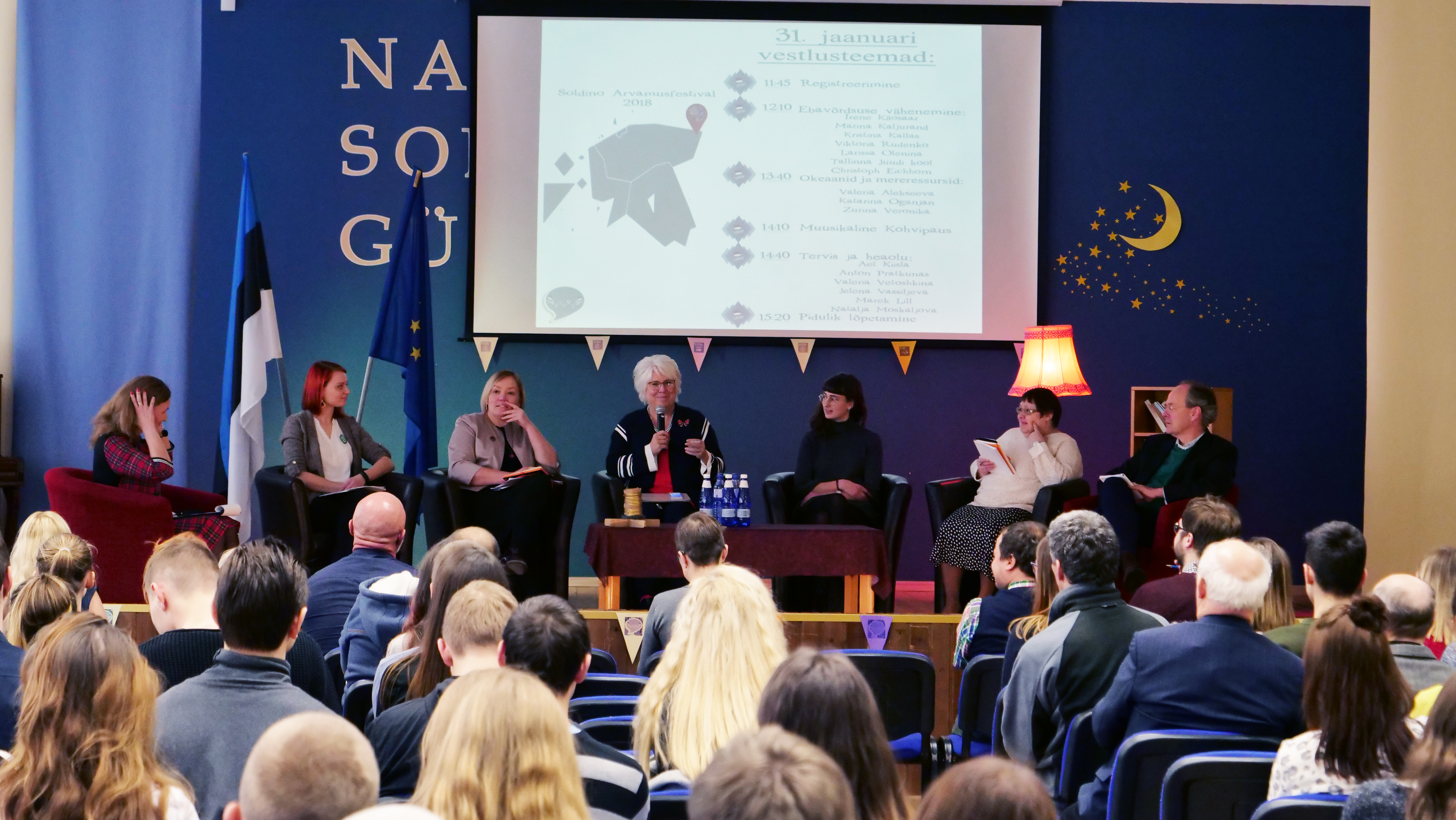
«Фестиваль мнений» в Нарвской Солдинаской гимназии, 2018 год (в центре — советник по вопросам кибербезопасности в МИД Эстонии Марина Кальюранд)

10 июня 1998 года Рийгикогу утвердил документ «Исходные пункты государственной интеграционной политики Эстонии по интеграции неэстонцев в эстонское общество»; 14 марта 2000 года была принята государственная программа «Интеграция в эстонском обществе в 2000—2007 годах».
В Эстонии работают Целевое учреждение интеграции (преемник которого «Целевое учреждение интеграции неэстонцев» (сокр. MEIS) был создан в 1998 году) и Институт изучения интеграции, основанный в 2010 году.
Задачей первого является инициирование и поддержка мероприятий, направленных на интеграцию в эстонское общество эстонцев и неэстонцев; инициирование и поддержка деятельности, связанной с иммиграцией. Второе учреждение является эстонской некоммерческой организацией, которая занимается вопросами интеграции, связанными с Эстонией.
Основой интеграции неэстонцев и их главным культурным капиталом считается знание эстонского языка. По мнению эстонцев, изучая эстонский язык, неэстонцы демонстрируют свою лояльность эстонскому государству. По данным мониторинга интеграции, знание эстонского языка как иностранного у людей в возрасте от 15 до 74 лет в среднем улучшилось. При премьер-министре Ансипе для русских школ был утверждён переход на схему обучения «60 на 40» (60 % предметов — на эстонском языке, 40 % — на русском), которая постоянно подвергается критике со стороны обеих общин Эстонии: многие эстонцы считают, что оставлять преподавание на русском языке нельзя вообще, русские же противятся насильственному и ускоренному отказу от обучения на родном языке. В сохранении русского образования многие эстонцы, и в том числе — бывший президент страны Керсти Кальюлайд, видят угрозу эстонскому государству.

## Дискриминация
Как отмечал в 2004 году российский этнолог В. А. Шнирельман, в Эстонии имеет место политическая дискриминация русских. По его словам, большинство русских не получили гражданства этой страны и были исключены из политического процесса.
В 2008 году финский учёный Йохан Бекман заявил, что главная проблема Эстонии — узаконенная дискриминация русских и их моральное уничтожение.
Министр по делам народонаселения Эстонии Урве Пало в феврале 2010 года признала, что

Положение русских в Эстонии во многом напоминает сравнительно недавнее положение негров в Америке, когда они вроде бы были гражданами страны, но реально не имели равных с белыми прав ….
при всём наличии формального равенства национальностей в Эстонии, представители некоренных наций чувствуют себя здесь ущемлёнными, а эстонцы зачастую провоцируют подобные чувства 
В 2008 году Агентством Евросоюза по защите основных прав человека был проведён опрос в странах ЕС, согласно которому дискриминацию на расовой почве или в качестве иммигранта в Эстонии ощущают 59 % русских.
В Эстонии проводились многочисленные исследования неравного обращения со стороны работодателей по этническому или национальному признаку, в частности мониторинги интеграции (2008 2011, 2015) и опубликованное в 2013 году исследование равного обращения (Институт Балтийских исследований — IBS). Они показали, что среди эстонцев сталкивались сами с дискриминацией или слышали о её конкретных случаях 20 % опрошенных, тогда как среди людей других национальностей сталкивались с дискриминацией или слышали о её конкретных случаях 57 %.
Международная организация «Amnesty International» в своём отчёте за 2017/2018 год отметила, что этнические меньшинства (а именно — цыгане) в Эстонии по-прежнему подвергаются дискриминации по целому ряду социальных и экономических прав.
В то же время директор Центра по правам человека Таллинской школы права Евгений Цыбуленко в 2009 году заявил: 

На институционном уровне в Эстонии в настоящий момент нет дискриминации. Что касается бытовой дискриминации, то в определённой степени она существует в любом государстве. Согласно социологическим исследованиям, в любой стране мира около 20 % населения является, в большей или меньшей степени, ксенофобами. Вероятно, Эстония не является исключением из этого правила. Однако, в случае бытовой дискриминации все жители Эстонии имеют равные права на судебную (и другую юридическую) защиту. При этом, в Европейском суде по правам человека не было ни одного дела от Эстонии относительно дискриминации… Видимо, разговоров о дискриминации в Эстонии гораздо больше, чем реальных фактов.
В своё время президент Эстонии Тоомас Ильвес охарактеризовал положение русских в Эстонии после её выхода из состава СССР как утрату привилегий бывшим «народом господ».

## Список русских организаций и учреждений Эстонии
По состоянию на 30 июня 2025 года в Эстонии существовали следующие официально зарегистрированные организации и учреждения, имеющие слово «русский» в своём названии (в скобках указана дата основания):

одно целевое учреждение:
- «Капитал поддержки русской культуры» — эст. Sihtasutus Vene Kultuuri Toetuskapital (27.11.2007);

2 предприятия:
- общество с ограниченной ответственностью «Русско-Балтийский порт» — эст. Vene-Balti Sadam OÜ (27.04.2000);
- общество с ограниченной ответственностью «Русская реклама» — эст. OÜ Vene Reklaam (16.12.1991);

5 образовательных учреждений:
- Ласнамяэская Русская гимназия — эст. Lasnamäe Vene Gümnaasium (29.11.2000);
- Палдиская Русская основная школа — эст. Paldiski Vene Põhikool (13.12.2000);
- Таллинская Кесклиннаская Русская гимназия — эст. Tallinna Kesklinna Vene Gümnaasium (07.11.2000);
- Таллинский Линнамяэский Русский лицей — эст. Tallinna Linnamäe Vene Lütseum (29.11.2000);
- Таллинский Ыйсмяэский Русский лицей — эст. Tallinna Õismäe Vene Lütseum (30.11.2000);

52 некоммерческих организации:
- Ассоциация русских культурных обществ «Рутения» — эст. Vene Kultuuriseltside Assotsiatsioon Ruthenia (06.04.2000);
- Русская культурная палата Эстонии — эст. Eesti Vene Kultuurikoda (10.10.2008);
- Русская община Эстонии — эст. Eestimaa Vene Kogukond (23.11.1998);
- Русская национальная культурная организация - Литературный клуб «Гармония»  — эст. Vene rahvuskultuuriline organisatsioon - Kirjandusklubi Harmoonia (17.10.2007);
- Русская театральная школа — эст. Vene Teatrikool (18.03.2008);
- Русская хоровая капелла — эст. Vene Koorikapell (22.09.2000);
- Объединение «Русская культурная автономия» — эст. Vene Kultuuriautonoomia (17.03.2000);
- Песенно-фольклорное общество «Русская песня» — эст. Laulu- ja folklooriselts Vene Laul (26.09.2001);
- Объединение «Русская школа в Эстонии» — эст. Vene Kool Eestis (18.02.2004);
- Русский кукольный театр — эст. Vene Nukuteater (2.06.2003);
- Русский молодёжный театр — эст. Vene Noorsooteater (06.07.2000);
- Русский народный хор «Сударушки» — эст. Vene Rahvalaulukoor Sudaruški (23.04.2001);
- Русский национальный союз в Эстонии — эст. Vene Rahvuslik Liit Eestis (06.04.2001);
- Русское академическое общество — эст. Vene Akadeemiline Selts (07.10.1999);
- Русское культурное общество города Кохтла-Ярве — эст. Kohtla-Järve linna Vene Kultuuriühing (28.09.1999);
- Русское культурное общество города Нарва-Йыэсуу «Алликас» — эст. NarvaA-Jõesuu linna Vene Kultuuriühing Allikas (10.03.1999);
- Русское культурное общество «Надежда» — эст. Vene Kultuuriselts Nadežda (15.12.2003);
- Русское культурное общество Пейпси — эст. Peipsi Vene Kultuuriselts (20.05.2016);
- Русское культурное общество «Пярну Аплаус Плюс» — эст. Vene Kultuuriselts Pärnu Aplaus Plus (20.07.1998);
- Маардуское русское культурное общество — эст. Maardu Vene Kultuuriühing (06.12.2012);
- Муствеэское русское культурное общество — эст. Mustvee Vene Kultuuriselts (1.10.2009);
- Силламяэское русское культурное общество — эст. Sillamäe Vene Kultuuriselts (8.12.2006);
- Саареское русское общество — эст. Saare Vene Selts (13.02.1998);
- Русское ЛГБТ-сообщество Эстонии «ВЕК ЛГБТ» — эст. Eestimaa Venelaste LGBT Kogukond «VEK LGBT» (23.05.2016);
- Русское объединение Народного Союза Эстонии — эст. ERL Vene Ühendus (21.03.2005);
- Русское общество «Русалка» — эст. Vene selts Russalka (19.06.2013);
- Русское парусное общество — эст. Vene Purjeselts (17.11.1998);
- Русское сообщество «Русич» — эст. Vene kogukond Rusitš  (9.11.2000);
- Русское филармоническое объединение — эст. Vene Fiöharmooniaühing (30.12.1998);
- Русское хоровое общество в Эстонии — эст. Vene Kooriühing Eestis (06.04.1999);
- Клуб русской культуры — эст. Vene Kultuuri Klubi (1.10.2009);
- Клуб друзей Русской галереи — эст. Vene Galerii Sõprade Klubi (25.04.2009);
- Международная федерация русского рукопашного боя — эст. Vene Käsivõitluse Rahvusvaheline Föderatsioon (10.02.2004);
- Объединение русских литераторов Эстонии — эст. Vene Literaatide Eesti Ühendus (12.01.1998);
- Объединение русских художников в Эстонии — эст. Vene Kunstnike Ühendus Eestis (9.02.1999);
- Объединение учителей русских школ — эст. Vene Koolide Õpetajate Ühendus (5.03.1998);
- Объединение эстонско-русских культур — эст. Eesti-Vene Kultuuride Ühing (10.01.2001);
- Общество учителей русского языка — эст. Vene Keele Õpetajate Selts (02.11.1998);
- Союз Русских просветительных и благотворительных обществ в Эстонии — эст. Vene Haridus- ja Heategevusühingute Liit Eestis (11.03.1998);
- Силламяэское объединение русских соотечественников  — эст. Sillamäe Vene Kaasmaalaste Ühing (23.05.2001);
- Таллинская школа русского языка — эст. Tallinna vene keele kool (11.10.2011);
- Таллинский союз местных русских объединений — эст. Tallinna Kohalike Venelaste Ühenduste Liit (25.02.2004);
- Тартуский народный университет русской культуры — эст. Tartu Vene Kultuuri Rahvaülikool (01.06.2001);
- Союз учителей русского языка и литературы — эст. Vene Keele ja Kirjanduse Õpetajate Liit (10.12.2014);
- Русский музей — эст. Vene Muuseum (6.02.2001), не путать с бывшим Целевым учреждением «Таллинский русский музей»;
- Таллинский русский музей — эст. Tallinna Vene Muuseum (18.06.2017), не путать с бывшим Целевым учреждением «Таллинский русский музей»;
- Музей русских староверов — эст. Vene Vanausuliste Muuseum (26.09.2000);
- Фонд русского образования — эст. Vene Hariduse Fond (30.09.2016);
- Центр русской народной культуры «Берегиня» — эст. Vene Rahvakultuurikeskus Bereginja (20.04.2011);
- Центр развития русского языка и культуры — эст. Vene keele ja kultuuri arendamise keskus (21.09.2006);
- Центр по интересам Ласнамяэской русское гимназии — эст. Lasnamäe Vene gümnaasiumi Huvikeskus (11.11.2002);
- Эстонская ассоциация преподавателей русского языка и литературы — эст. Eesti vene keele ja kirjanduse õppejõudude assotsiatsioon (12.10.2004);

8 религиозных объединений и учреждений:
- Ласнамяэская русская община Эстонской христианской пятидесятнической церкви[эст.] — эст. Eesti Kristliku Nelipühi Kiriku Lasnamäe Vene Kogudus (12.01.2005);
- Пярнуская русская община Эстонской христианской пятидесятнической церкви — эст. Eesti Kristliku Nelipühi Kiriku Pärnu Vene Kogudus (14.01.2005);
- Силламяэская русская община Эстонской христианской пятидесятнической церкви — эст. Eesti Kristliku Nelipühi Kiriku Sillamäe Vene Kogudus (23.12.2004);
- Союз общины евангельских христиан-баптистов Эстонии и Таллиннской русской общины евангельских христиан-баптистов Эстонии «Бетания» — эст. Eesti Evangeeliumi Kristlaste ja Baptistide Koguduste Liidu Tallinna Vene Evangeeliumi Kristlaste ja Baptistide Kogudus «Betaania» (28.05.2004);
- Община русской народной религии в Эстонии — эст. Vene Rahvausu Kogudus Eestis (20.07.2010);
- Русская воскресная школа «Китоврас» — эст. Vene Põhapäevakool Kitovras (31.05.2010);
- Союз эстонских евангельских христиан и баптистов Пярнуская русская евангельская христианская и баптистская община — эст. Eesti Evangeeliumi Kristlaste ja Baptistide Koguduste Liidu Pärnu Vene Evangeeliumi Kristlaste ja Baptistide Kogudus "Peetel" (20.07.2004);
- Центр русской православной культуры — эст. Vene Õigeusu Kultuuri Keskus (21.05.1999).

## Переименование русских учреждений и смена советских названий
В 2024 году, после завершения кампании по ликвидации советских военных памятников, в Эстонии началась кампания по исключению слова «русский» из названий всех государственных и муниципальных учреждений и организаций страны. Переименованы:
- Таллинский русский музей — в Музей народов Таллина;
- Ласнамяэская русская гимназия — в Гимназию Тяхесаю;
- Русская гимназия Хааберсти — в Таллинскую гимназию Хааберсти;
- Центр русской культуры — в Культурный центр «Мере» (с полной реорганизацией работы и изменением принципов деятельности культурного учреждения);
- Русский театр Эстонии — в театр «Сюдалинна».

Кроме того, в Таллине Московский бульвар был переименован в бульвар Сааремаа, а в Тарту школа имени Александра Пушкина получила название Тартуская школа Йогентага.